# Saint-Côme-d'Olt
Saint-Côme-d'Olt [sɛ̃ kom dɔlt] est une commune française, située dans le département de l'Aveyron, en région Occitanie.
Elle est adhérente de l'association Les Plus Beaux Villages de France.
Le patrimoine architectural de la commune comprend quatre  immeubles protégés au titre des monuments historiques : l'église Saint-Côme-et-Saint-Damien, inscrite en 1927, le portail de Levignac, inscrit en 1950, l'église Saint-Pierre, inscrite en 1991 puis classée en 1995, et l'Hôtel de ville, inscrit en 1999.

## Géographie

### Généralités

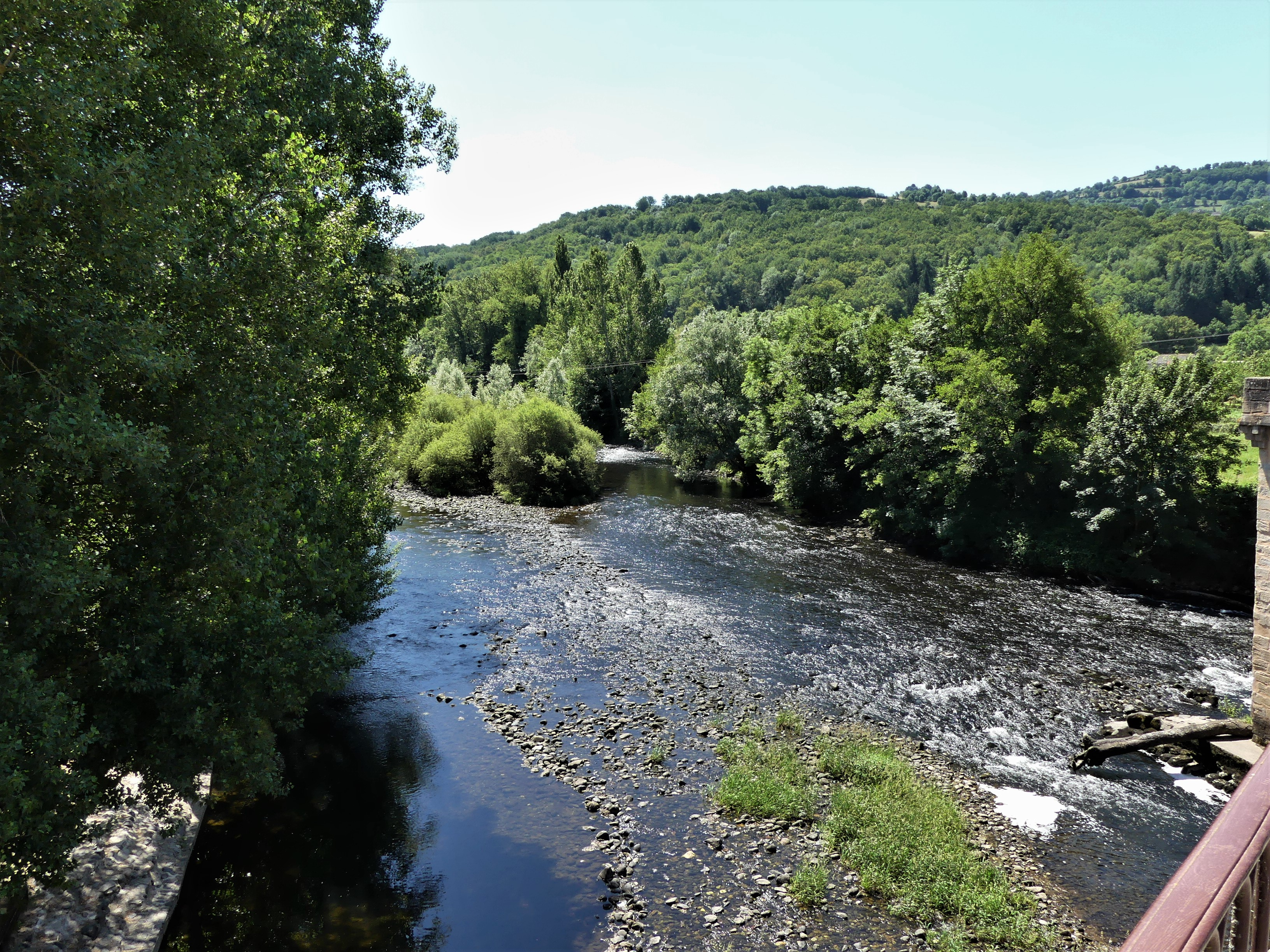
Le Lot en amont du pont de Saint-Côme-d'Olt.

Dans le quart nord-est du département de l'Aveyron, la commune de Saint-Côme-d'Olt s'étend sur 30,10 km2. Elle est arrosée par le Lot au sud et par plusieurs de ses affluents, dont la Boralde de Saint-Chély-d'Aubrac à l'est et la Boralde Flaujaguèse, qui borde la commune à l'ouest.
L'altitude minimale, 340 mètres, se trouve au sud-ouest, là où le Lot quitte la commune et entre sur celle d'Espalion. L'altitude maximale avec 840 mètres est localisée au nord, sur les pentes de l'Aubrac, au nord-est du lieu-dit les Fieux, en limite de la commune de Condom-d'Aubrac.
En rive droite du Lot et traversé par la route départementale (RD) 987 et la RD 6, le bourg de Saint-Côme-d'Olt est situé, en distances orthodromiques, quatre kilomètres à l'est-sud-est d'Espalion et dix-neuf kilomètres au sud de Laguiole.
La commune est également desservie par la RD 141.
Un tronçon commun des sentiers de grande randonnée GR 6 et GR 65 — la via Podiensis du pèlerinage de Saint-Jacques-de-Compostelle — traverse le territoire communal du nord-est au sud-ouest, sur environ dix kilomètres. Au sud, le GR 620 qui débute à Saint-Côme-d'Olt permet de rejoindre le GR 62 à Inières, au sud-est de Rodez.
Saint-Côme-d'Olt adhère à l'association Les Plus Beaux Villages de France.

### Communes limitrophes
Saint-Côme-d'Olt est limitrophe de quatre autres communes.
Les communes limitrophes sont  Castelnau-de-Mandailles, Condom-d'Aubrac, Espalion et Lassouts.
|          | Condom-d'Aubrac  |                         |
| Espalion | Saint-Côme-d'Olt | Castelnau-de-Mandailles |
|          | Lassouts         |                         |

### Hydrographie

#### Réseau hydrographique

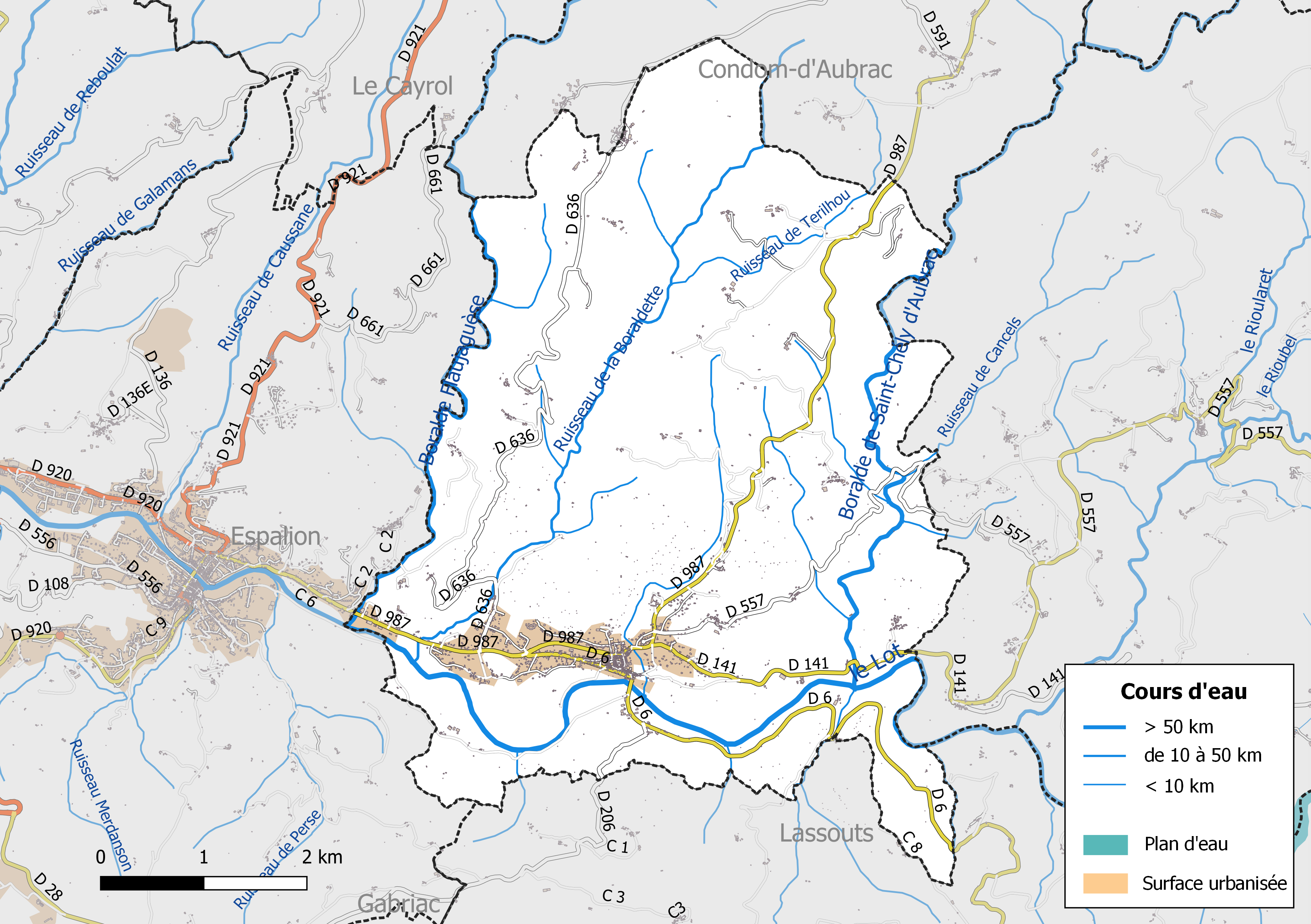
Réseaux hydrographique et routier de Saint-Côme-d'Olt.

La commune est drainée par le Lot, la Boralde de Saint-Chély-d'Aubrac, la Boralde Flaujaguèse, le ruisseau de la Boraldette, le ruisseau de Cancels, le ruisseau de Justou, le ruisseau de Terilhou, le ruisseau du Lauras et par divers petits cours d'eau.
Le Lot prend sa source à 1272 m d’altitude sur la montagne du Goulet (nord du Mont Lozère), dans la commune de Cubières (48), et se jette  dans la Garonne à Monheurt (47), après avoir parcouru 484 km et traversé 129 communes.
La Boralde de Saint-Chély-d'Aubrac, d'une longueur totale de 25,2 km, prend sa source dans la commune de Prades-d'Aubrac et se jette  dans le Lot à Saint-Côme-d'Olt, après avoir arrosé 5 communes.
La Boralde Flaujaguèse, d'une longueur totale de 29,3 km, prend sa source dans la commune de Curières et se jette  dans le Lot à Saint-Côme-d'Olt, après avoir arrosé 6 communes.

#### Gestion des cours d'eau
Afin d’atteindre le bon état des eaux imposé par la Directive-cadre sur l'eau du 23 octobre 2000, plusieurs outils de gestion intégrée s’articulent à différentes échelles pour définir et mettre en œuvre un programme d’actions de réhabilitation et de gestion des milieux aquatiques : le SDAGE (Schéma directeur d'aménagement et de gestion des eaux), à l’échelle du bassin hydrographique, et le SAGE (Schéma d'aménagement et de gestion des eaux), à l’échelle locale. Ce dernier fixe les objectifs généraux d’utilisation, de mise en valeur et de protection quantitative et qualitative des ressources en eau superficielle et souterraine. Trois SAGE sont mis en oeuvre dans le département de l'Aveyron.
La commune fait partie du SAGE Lot amont, approuvé le 15 décembre 2015, au sein du SDAGE Adour-Garonne. Le périmètre de ce SAGE concerne le bassin d'alimentation du Lot depuis sa source jusqu'à Entraygues-sur-Truyère dans l'Aveyron, où il reçoit la Truyère en rive droite. Il couvre ainsi 91 communes, sur deux départements (Lozère et Aveyron) et 2 régions – une superficie de 2 616 km2 et 1 400 km de cours d'eau permanents auxquels s'ajoutent jusqu'à 576 km de cours d'eau temporaires,. Le pilotage et l’animation du SAGE sont assurés par le Syndicat mixte Lot-Dourdou (SMLD), qualifié de « structure porteuse ». Cet organisme a été créé le 1er janvier 2014 par rapprochement de trois syndicats de rivières et est constitué de quatorze communautés de communes.

### Climat
Pour des articles plus généraux, voir Climat de l'Occitanie et Climat de l'Aveyron.
En 2010, le climat de la commune est de type climat océanique altéré, selon une étude s'appuyant sur une série de données couvrant la période 1971-2000. En 2020, Météo-France publie une typologie des climats de la France métropolitaine dans laquelle la commune est exposée à un climat de montagne et est dans la région climatique Sud-est du Massif Central, caractérisée par une pluviométrie annuelle de 1 000 à 1 500 mm, minimale en été, maximale en automne.
Pour la période 1971-2000, la température annuelle moyenne est de 12,2 °C, avec une amplitude thermique annuelle de 16,4 °C. Le cumul annuel moyen de précipitations est de 1 118 mm, avec 11,7 jours de précipitations en janvier et 6,2 jours en juillet. Pour la période 1991-2020, la température moyenne annuelle observée sur la station météorologique installée sur la commune est de 12,5 °C et le cumul annuel moyen de précipitations est de 951,5 mm,. Pour l'avenir, les paramètres climatiques de la commune estimés pour 2050 selon différents scénarios d'émission de gaz à effet de serre sont consultables sur un site dédié publié par Météo-France en novembre 2022.
| Mois                                  | jan.           | fév.           | mars           | avril         | mai           | juin          | jui.          | août          | sep.         | oct.          | nov.          | déc.           | année      |
| ------------------------------------- | -------------- | -------------- | -------------- | ------------- | ------------- | ------------- | ------------- | ------------- | ------------ | ------------- | ------------- | -------------- | ---------- |
| Température minimale moyenne (°C)     | 0,3            | −0,4           | 2,2            | 5             | 7,9           | 11,7          | 13,2          | 12,8          | 9,8          | 8             | 4,1           | 0,7            | 6,3        |
| Température moyenne (°C)              | 4,5            | 4,9            | 8,2            | 11,6          | 14,8          | 19,3          | 21,3          | 20,9          | 17,3         | 13,7          | 8,7           | 5              | 12,5       |
| Température maximale moyenne (°C)     | 8,6            | 10,1           | 14,2           | 18,1          | 21,7          | 26,9          | 29,4          | 29            | 24,8         | 19,4          | 13,3          | 9,3            | 18,7       |
| Record de froid (°C) date du record   | −14,2 11.01.10 | −15,4 09.02.12 | −13,6 01.03.05 | −5,8 07.04.21 | −1,4 06.05.19 | 1,4 03.06.06  | 4,9 15.07.16  | 3,9 31.08.10  | 0,2 26.09.02 | −5,3 19.10.09 | −9,6 18.11.07 | −15,1 19.12.09 | −15,4 2012 |
| Record de chaleur (°C) date du record | 20,9 27.01.16  | 25,1 27.02.19  | 27,5 29.03.23  | 29,9 29.04.05 | 36,7 21.05.22 | 40,5 17.06.22 | 39,9 17.07.22 | 41,2 19.08.09 | 37 04.09.05  | 34 01.10.23   | 26,1 07.11.15 | 19,9 08.12.10  | 41,2 2009  |
| Précipitations (mm)                   | 98,1           | 59,1           | 81,5           | 87,3          | 97,9          | 63,4          | 58,5          | 69,7          | 60,8         | 85,1          | 89,1          | 101            | 951,5      |

### Milieux naturels et biodiversité

#### Espaces protégés
La protection réglementaire est le mode d’intervention le plus fort pour préserver des espaces naturels remarquables et leur biodiversité associée.
Dans ce cadre, la commune fait partie d'un espace protégé, le Parc naturel régional de l'Aubrac, créé par décret le 23 mai 2018 et d'une superficie de 220 284 ha. Région rurale de moyenne montagne, l’Aubrac possède un patrimoine encore bien préservé. Son économie rurale, ses paysages, ses savoir-faire, son environnement et son patrimoine culturel reconnus n'en demeurent pas moins vulnérables et menacés et c'est à ce titre que cette zone a été protégée ,.

#### Sites Natura 2000

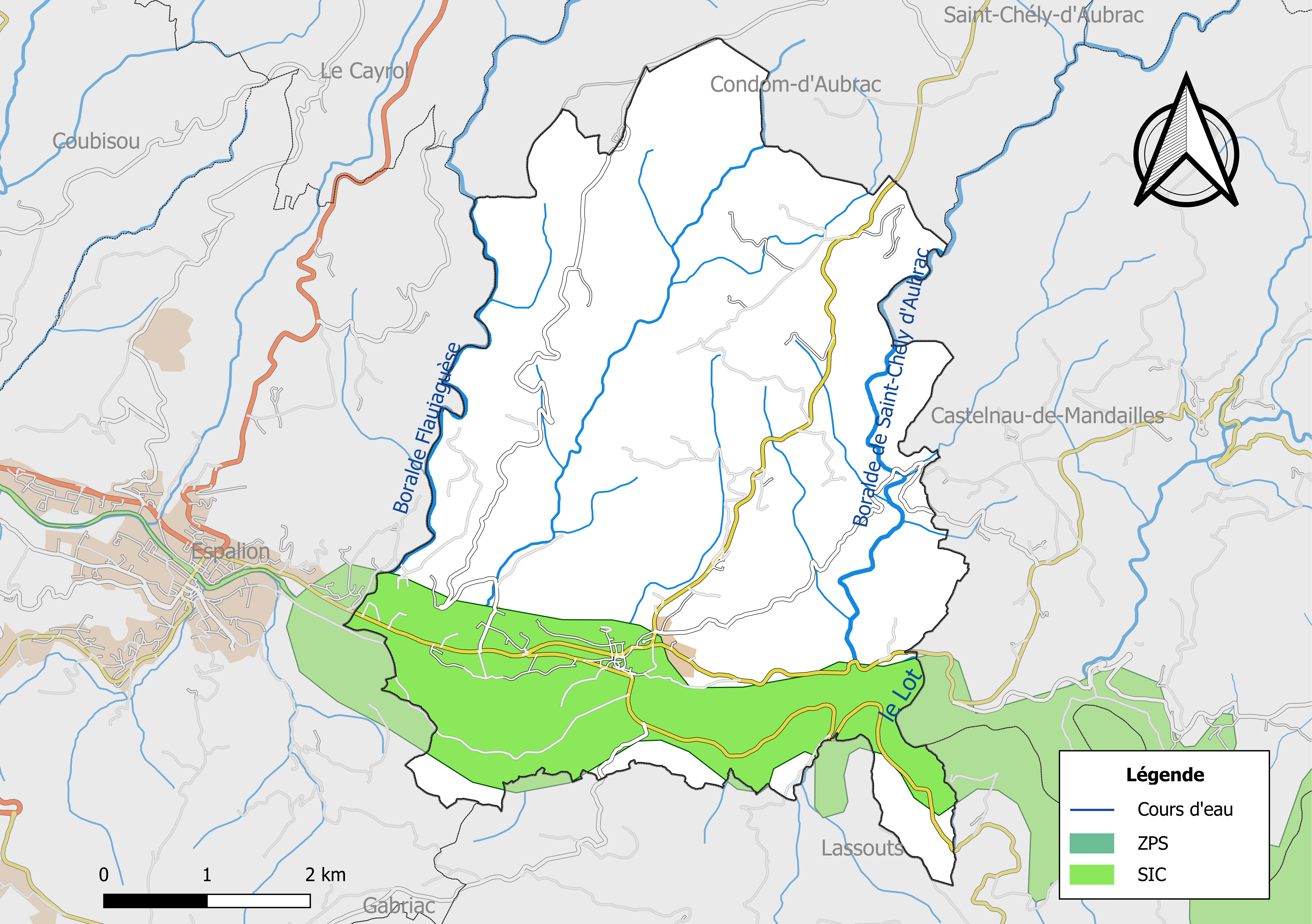
Sites Natura 2000 sur le territoire communal.

Le réseau Natura 2000 est un réseau écologique européen de sites naturels d’intérêt écologique élaboré à partir des Directives « Habitats » et « Oiseaux ». Ce réseau est constitué de Zones spéciales de conservation (ZSC) et de Zones de protection spéciale (ZPS). Dans les zones de ce réseau, les États Membres s'engagent à maintenir dans un état de conservation favorable les types d'habitats et d'espèces concernés, par le biais de mesures réglementaires, administratives ou contractuelles.
Un site Natura 2000 a été défini sur la commune au titre de la « directive Habitats » : 
La « Haute vallée du Lot entre Espalion et Saint-Laurent-d'Olt et gorges de la Truyère, basse vallée du Lot et le Goul », d'une superficie de 5 653 ha, comprend une partie de la vallée du Lot ainsi que deux de ses affluents : la Truyère et le Goul. Le site est remarquable d'une part du fait de la présence de deux espèces d'intérêt communautaire, la Loutre d'Europe et le Chabot, et de plusieurs habitats aquatiques et forestiers d'intérêts communautaires qui se rapportent aux trois entités paysagères du site.

#### Zones naturelles d'intérêt écologique, faunistique et floristique
L’inventaire des zones naturelles d'intérêt écologique, faunistique et floristique (ZNIEFF) a pour objectif de réaliser une couverture des zones les plus intéressantes sur le plan écologique, essentiellement dans la perspective d’améliorer la connaissance du patrimoine naturel national et de fournir aux différents décideurs un outil d’aide à la prise en compte de l’environnement dans l’aménagement du territoire.
Le territoire communal de Saint-Côme-d'Olt comprend trois ZNIEFF de type 1, : 
- la « Boralde de Saint-Chély d'Aubrac » (1 600 ha), couvrant 4 communes du département[22] ;
- le « Puech basaltique de Vermus » (28,8 ha), couvrant 2 communes du département[23] ;
- la « Rivière Lot (partie Aveyron) » (2 552 ha), couvrant 33 communes dont 30 dans l'Aveyron, 2 dans le Cantal et 1 dans la Lozère[24] ;

et deux ZNIEFF de type 2, : 
- la « Vallée du Lot (partie Aveyron) » (19 239 ha), qui s'étend sur 47 communes dont 39 dans l'Aveyron, 5 dans le Cantal, 2 dans le Lot et 1 dans la Lozère[25] ;
- le « Vallon de la Boralde flaujaguèse et ses affluents » (2 341 ha), qui s'étend sur 7 communes de l'Aveyron[26].

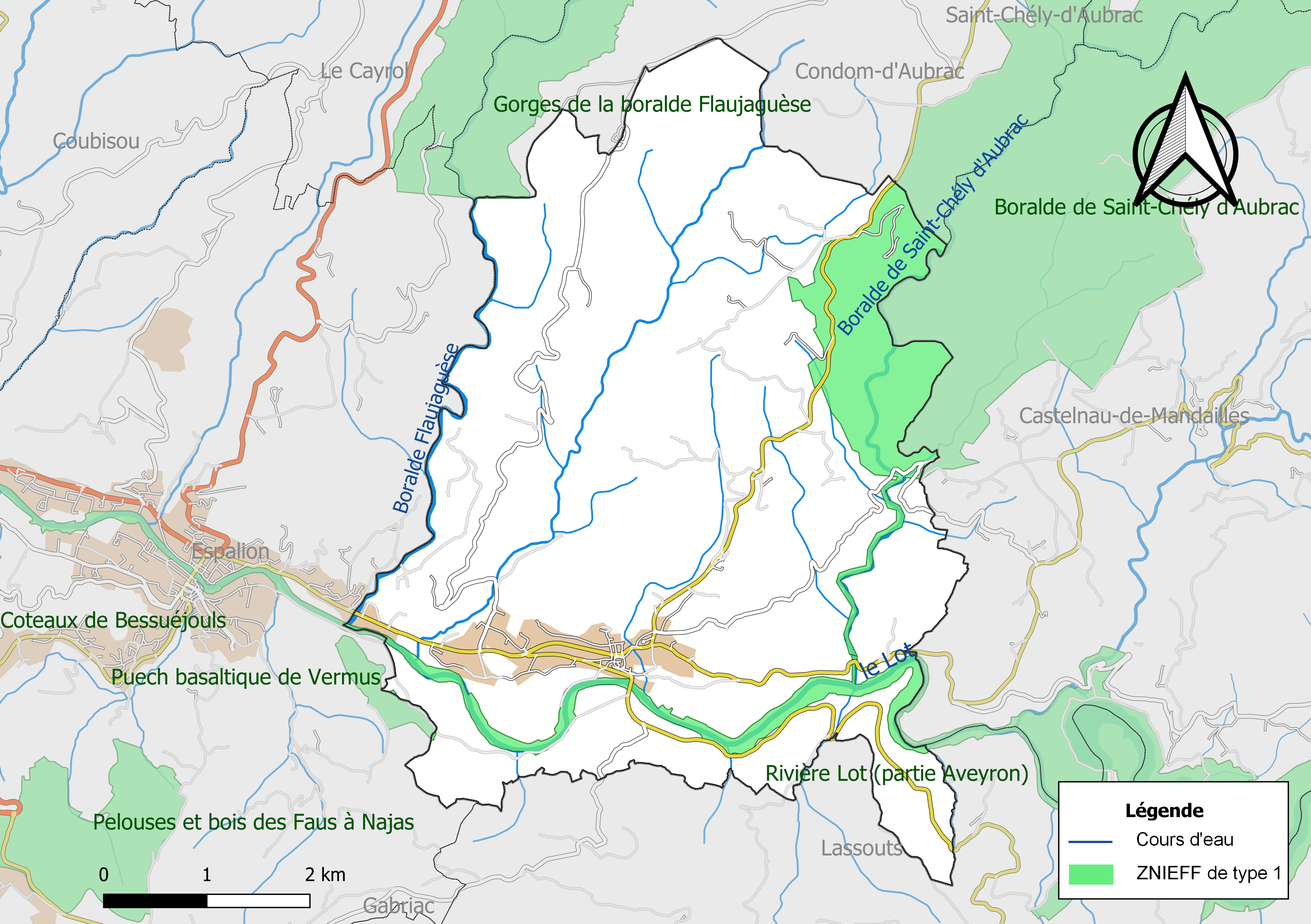
Carte des ZNIEFF de type 1 de la commune.
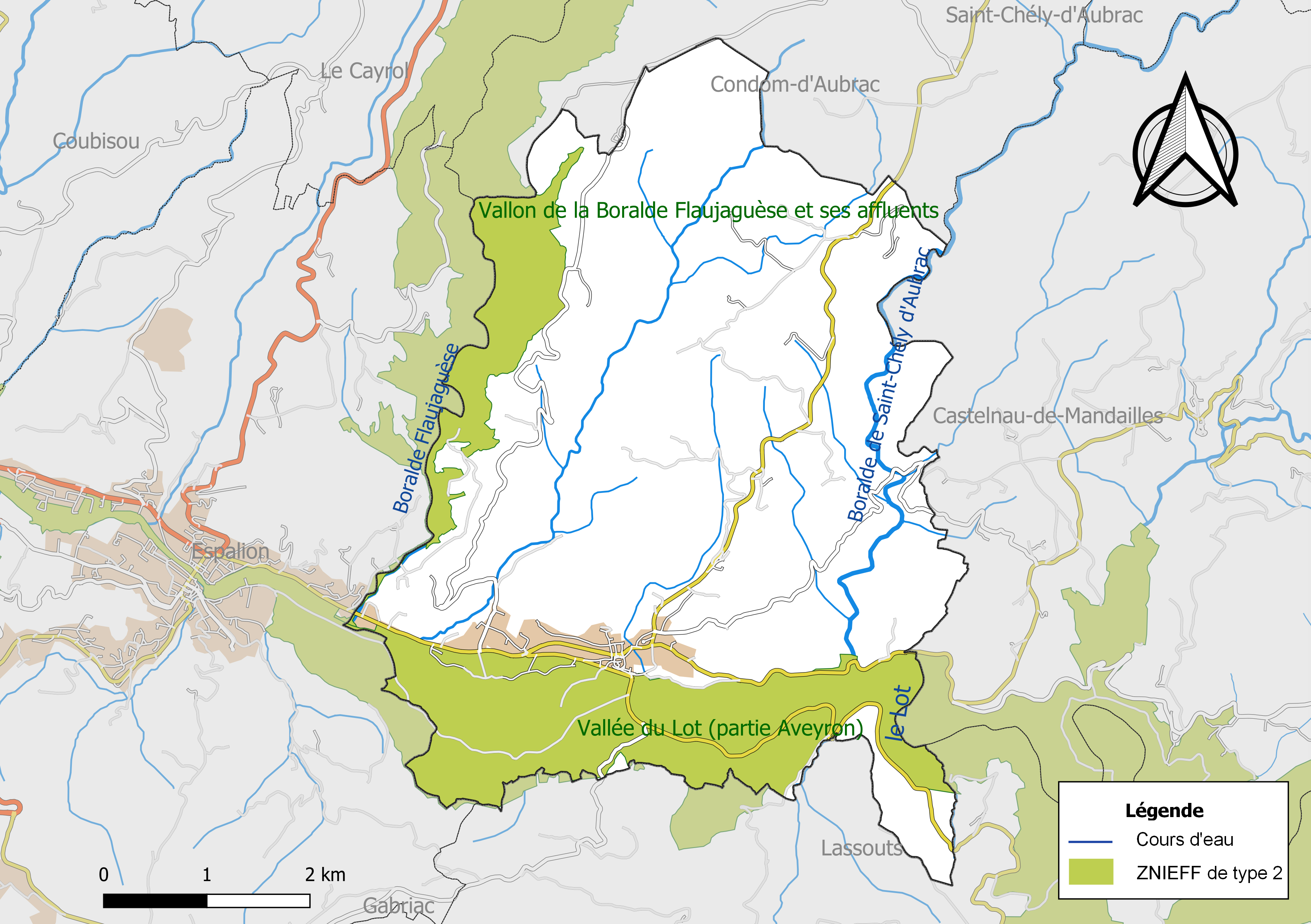
Carte des ZNIEFF de type 2 de la commune.

## Urbanisme

### Typologie
Au 1er janvier 2024, Saint-Côme-d'Olt est catégorisée commune rurale à habitat dispersé, selon la nouvelle grille communale de densité à sept niveaux définie par l'Insee en 2022.
Elle appartient à l'unité urbaine d'Espalion, une agglomération intra-départementale regroupant deux  communes, dont elle est une commune de la banlieue,,. Par ailleurs la commune fait partie de l'aire d'attraction d'Espalion, dont elle est une commune de la couronne,. Cette aire, qui regroupe 7 communes, est catégorisée dans les aires de moins de 50 000 habitants,.

### Occupation des sols

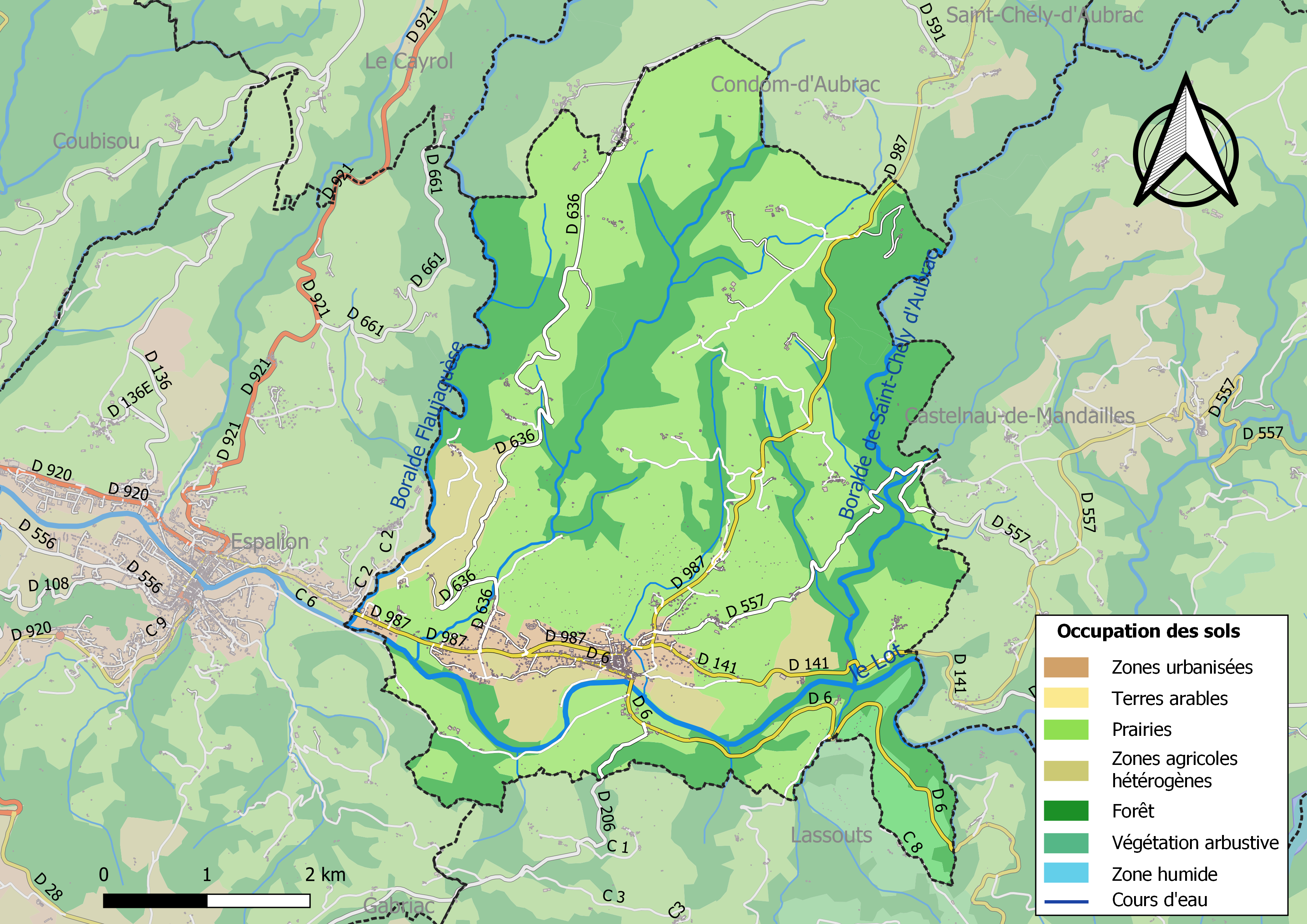
Infrastructures et occupation des sols de la commune de Saint-Côme-d'Olt.

L'occupation des sols de la commune, telle qu'elle ressort de la base de données européenne d’occupation biophysique des sols Corine Land Cover (CLC), est marquée par l'importance des territoires agricoles (58,8 % en 2018), une proportion sensiblement équivalente à celle de 1990 (58,7 %). La répartition détaillée en 2018 est la suivante : 
prairies (52,1 %), forêts (34,9 %), zones agricoles hétérogènes (6,7 %), zones urbanisées (4 %), milieux à végétation arbustive et/ou herbacée (2,4 %).

### Planification
La commune disposait en 2017 d'un plan local d'urbanisme en révision. Le zonage réglementaire et le règlement associé peuvent être consultés sur le Géoportail de l'urbanisme.

### Risques majeurs
Le territoire de la commune de Saint-Côme-d'Olt est vulnérable à différents aléas naturels : inondations, climatiques (hiver exceptionnel ou canicule), feux de forêts et séisme (sismicité faible).
Il est également exposé à deux risques technologiques, le transport de matières dangereuses et la rupture d'un barrage, et à un risque particulier, le risque radon,.

#### Risques naturels

Zones inondables de la commune de Saint-Côme-d'Olt.

Certaines parties du territoire communal sont susceptibles d’être affectées par le risque d’inondation par débordement du Lot. Les dernières grandes crues historiques, ayant touché plusieurs parties du département, remontent aux 3 et 4 décembre 2003 (dans les bassins du Lot, de l'Aveyron, du Viaur et du Tarn) et au 28 novembre 2014 (bassins de la Sorgues et du Dourdou). Ce risque est pris en compte dans l'aménagement du territoire de la commune par le biais du Plan de prévention du risque inondation (PPRI) Lot amont 3, approuvé le 23 février 2011.
Le Plan départemental de protection des forêts contre les incendies découpe le département de l’Aveyron en sept « bassins de risque » et définit une sensibilité des communes à l’aléa feux de forêt (de faible à très forte). La commune est classée en sensibilité faible.
Les mouvements de terrains susceptibles de se produire sur la commune sont liés au retrait-gonflement des argiles, conséquence d'un changement d'humidité des sols argileux. Les argiles sont capables de fixer l'eau disponible mais aussi de la perdre en se rétractant en cas de sécheresse. Ce phénomène peut provoquer des dégâts très importants sur les constructions (fissures, déformations des ouvertures) pouvant rendre inhabitables certains locaux. La carte de zonage de cet aléa peut être consultée sur le site de l'observatoire national des risques naturels Georisques

#### Risques technologiques
Le risque de transport de matières dangereuses sur la commune est lié à sa traversée par une route à fort trafic. Un accident se produisant sur une telle infrastructure est en effet susceptible d’avoir des effets graves au bâti ou aux personnes jusqu’à 350 m, selon la nature du matériau transporté. Des dispositions d’urbanisme peuvent être préconisées en conséquence.
Dans le département de l'Aveyron on dénombre huit grands barrages susceptibles d’occasionner des dégâts en cas de rupture. La commune fait partie des 64 communes susceptibles d’être touchées par l’onde de submersion consécutive à la rupture d’un de ces barrages.

#### Risque particulier
Dans plusieurs parties du territoire national, le radon, accumulé dans certains logements ou autres locaux, peut constituer une source significative d’exposition de la population aux rayonnements ionisants. Toutes les communes du département sont concernées par le risque radon à un niveau plus ou moins élevé. Selon le dossier départemental des risques majeurs du département établi en 2013, la commune de Saint-Côme-d'Olt est classée à risque moyen à élevé. Un décret du 4 juin 2018 a modifié la terminologie du zonage définie dans le code de la santé publique et a été complété par un arrêté du 27 juin 2018 portant délimitation des zones à potentiel radon du territoire français. La commune est désormais en zone 3, à savoir zone à potentiel radon significatif.

## Toponymie
Le village devrait son nom à un hospice dédié à saints Côme et Damien situé à proximité de l'actuelle chapelle des pénitents. La seconde partie du nom, « Olt », correspond à l'ancienne appellation du Lot, qui borde le village.
Durant la Révolution française, la commune porte le nom de Montagne-sur-Lot.
En occitan, le village se nomme Sant Come en graphie normalisée, ou Sont Coume en graphie mistralienne.

## Histoire

### Préhistoire
Des outils lithiques, attribuables au Paléolithique, ont été découverts un peu en amont du Lot, près de Saint-Côme-d'Olt. Ils sont les seuls indices d'anthropisation de cette partie de la vallée du Lot, pour les périodes préhistorique et protohistorique.

### Antiquité
Dans le rayon d'implantation du village, les vestiges d'occupation humaine remontent au début de notre ère. En effet, quelques éléments de mobilier archéologique gallo-romain ont été mis au jour au cœur du village, accréditant l'hypothèse de l’existence d'une station ou d'un vicus à proximité de la voie romaine Rodez-Javols, qui franchit le Lot légèrement en amont du village.

### Moyen Âge
L'hospice dédié à saints Côme et Damien et l'actuelle chapelle des pénitents (anciennement nommée église Saint-Pierre de la Bouysse) située à proximité, auraient été édifiés au XIe ou au XIIe siècle. Selon les historiens locaux, cet ensemble aurait polarisé l'agglomération primitive d'habitats médiévaux, embryon de l'actuel village.

### Époque moderne
En 1528, Jean de Castelnau-Bretenoux, baron de Calmont d'Olt, concède des privilèges aux habitants. En 1532, un homme sculpte des figures étranges sur les deux grandes portes de chêne de l'église, renforcées de 365 clous. Sur l'une de ces portes, celle de gauche, en haut, dans le coin de droite, on voit un soldat monté sur un curieux animal au long cou, à la toison épaisse et bouclée que la gouge a suggérée, et aux sabots à deux ongles. C'est un camélidé. Pas un dromadaire, ni un chameau, vu la posture du cavalier qui tire sur les rênes et n'a pas l'air tranquille, le menton à hauteur des oreilles de l'animal. C'est un lama. En 1532, au Pérou, les Espagnols font prisonnier le Sapa Inca Atahualpa. Ils connaissent le lama, qu'ils essaient de monter. Mais cette bête résiste, s'affaisse et crache dès que le fardeau dépasse 40 kilos. On dirait que cette figure de la vieille porte montre le lama genou à terre, trop chargé du cavalier espagnol. À l'époque, sur le chemin franco-espagnol de Saint-Jacques-de-Compostelle, les artisans étaient de vrais routards, avec leurs outils dans la besace et des idées plein la tête. Ils allaient tailler, sculpter, sertir, construire ici et là — d'où ce lama à Saint-Côme. En 1586, environ 2 400 personnes meurent de la peste. La ville aurait été repeuplée par des gens de Castelnau-Bretenoux, en Quercy. À la fin du XVIIIe siècle, une fabrique de flanelle assez importante est installée, le bourg comprenant alors environ 1 500 habitants.

## Politique et administration

### Découpage territorial
La commune de Saint-Côme-d'Olt est membre de la communauté de communes Comtal Lot et Truyère, un établissement public de coopération intercommunale (EPCI) à fiscalité propre créé le 1er janvier 2017 dont le siège est à Espalion. Ce dernier est par ailleurs membre d'autres groupements intercommunaux.
Sur le plan administratif, elle est rattachée à l'arrondissement de Rodez, au département de l'Aveyron et à la région Occitanie. Sur le plan électoral, elle dépend du  canton de Lot et Palanges pour l'élection des conseillers départementaux, depuis le redécoupage cantonal de 2014 entré en vigueur en 2015, et de la première circonscription de l'Aveyron  pour les élections législatives, depuis le dernier découpage électoral de 2010.

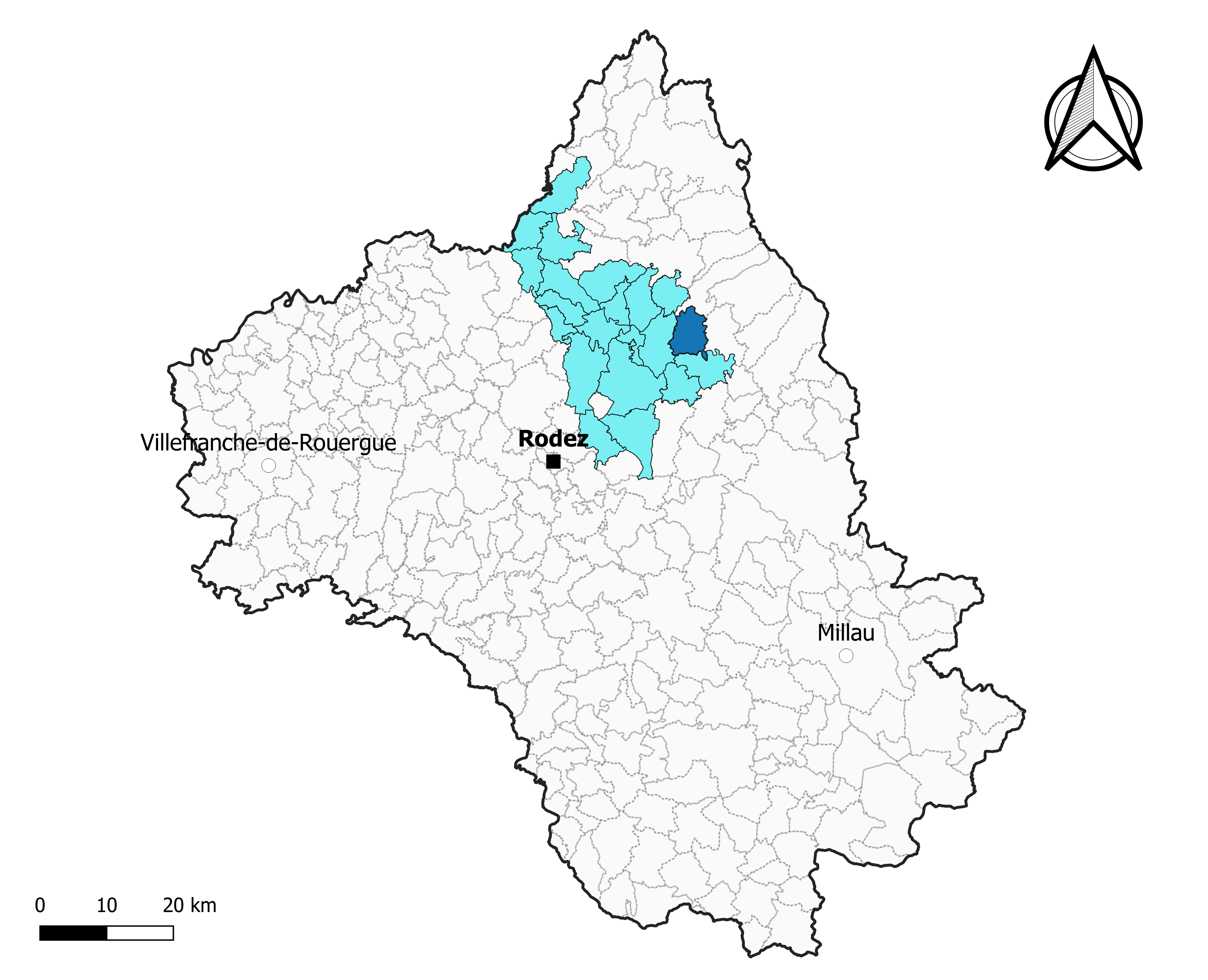
Saint-Côme-d'Olt dans l'intercommunalité en 2020.
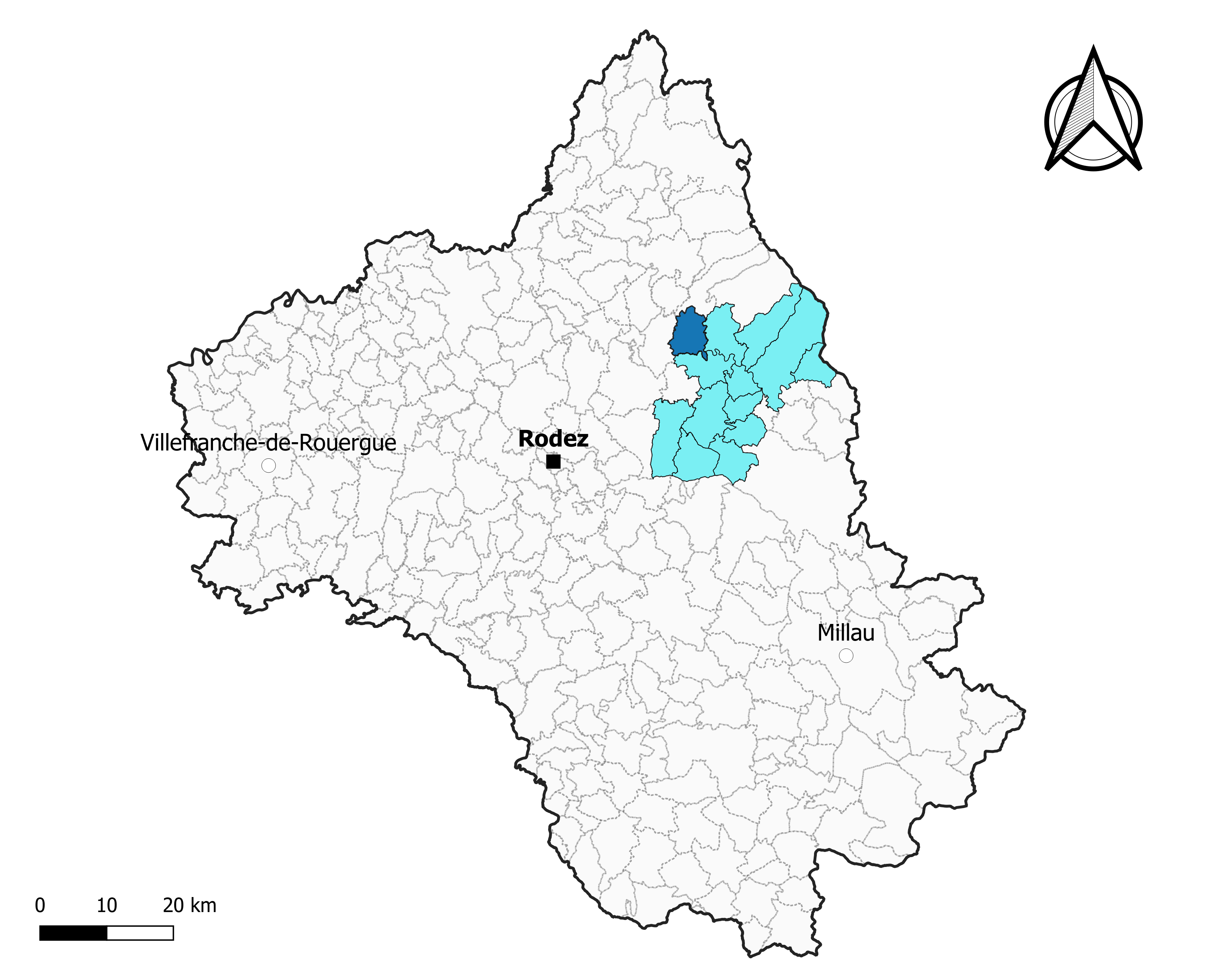
Saint-Côme-d'Olt dans le canton de Lot et Palanges en 2020.
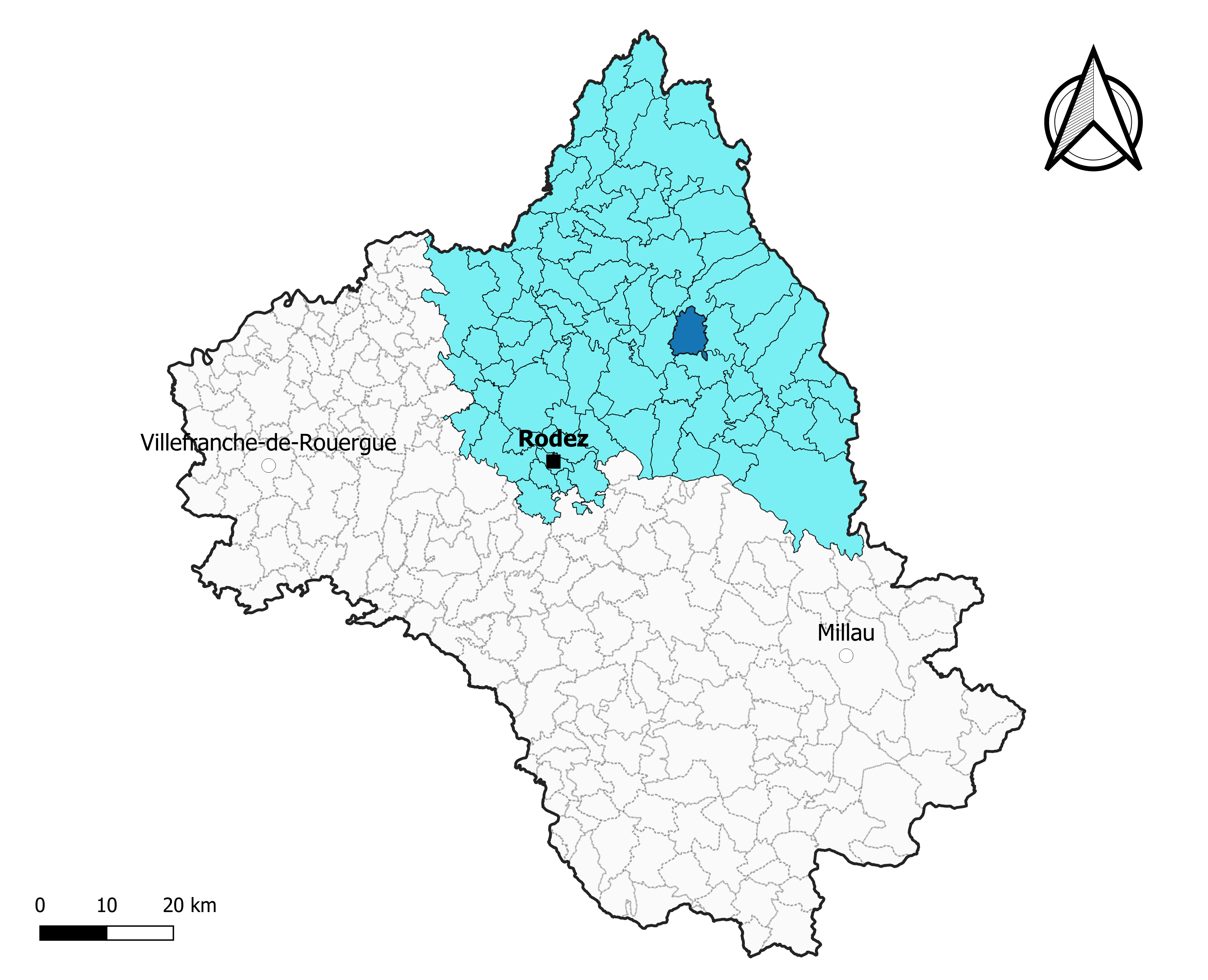
Saint-Côme-d'Olt dans l'arrondissement de Rodez en 2020.

### Élections municipales et communautaires

#### Élections de 2020
Le conseil municipal de Saint-Côme-d'Olt, commune de plus de 1 000 habitants, est élu au scrutin proportionnel de liste à deux tours (sans aucune modification possible de la liste), pour un mandat de six ans renouvelable. Compte tenu de la population communale, le nombre de sièges à pourvoir lors des élections municipales de 2020 est de 15. Les quinze conseillers municipaux sont élus au premier tour avec un taux de participation de 48,88 %, issus de la seule liste candidate, conduite par Bernard Scheuer. Bernard Scheuer, maire sortant, est réélu pour un nouveau mandat le 25 mai 2020.
Les deux sièges attribués à la commune au sein du conseil communautaire de la communauté de communes Comtal Lot et Truyère sont alloués à la liste de Bernard Scheuer.

#### Liste des maires

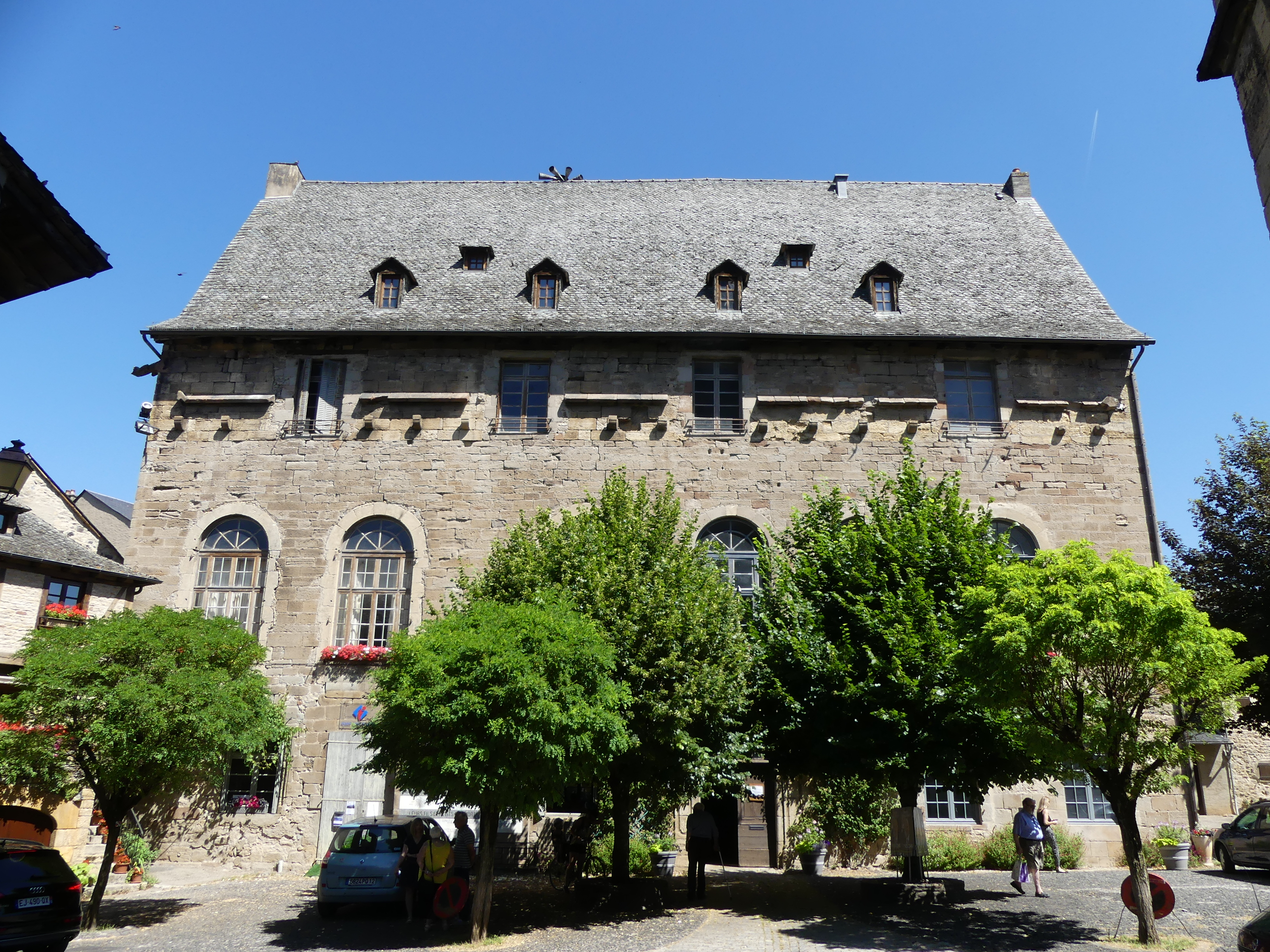
L'hôtel de ville (ancien château).

| Période   | Période  | Identité             | Étiquette | Qualité      |
| --------- | -------- | -------------------- | --------- | ------------ |
| 1983      | 2001     | Jean-Raymond Palous  |           | Notaire      |
| juin 2001 | 2008     | Louis Morvan         | PS        |              |
| 2008      | 2014     | Nathalie Auguy-Périé | UMP       |              |
| mars 2014 | En cours | Bernard Scheuer,     |           | Ancien cadre |

## Démographie
L'évolution du nombre d'habitants est connue à travers les recensements de la population effectués dans la commune depuis 1793. Pour les communes de moins de 10 000 habitants, une enquête de recensement portant sur toute la population est réalisée tous les cinq ans, les populations de référence des années intermédiaires étant quant à elles estimées par interpolation ou extrapolation. Pour la commune, le premier recensement exhaustif entrant dans le cadre du nouveau dispositif a été réalisé en 2005.

En 2022, la commune comptait 1 446 habitants, en évolution de +7,75 % par rapport à 2016 (Aveyron : +0,37 %, France hors Mayotte : +2,11 %).
| 1793  | 1800  | 1806  | 1821  | 1831  | 1836  | 1841  | 1846  | 1851  |
| ----- | ----- | ----- | ----- | ----- | ----- | ----- | ----- | ----- |
| 1 787 | 1 820 | 1 835 | 1 924 | 1 833 | 1 883 | 1 979 | 2 052 | 1 918 |

| 1856  | 1861  | 1866  | 1872  | 1876  | 1881  | 1886  | 1891  | 1896  |
| ----- | ----- | ----- | ----- | ----- | ----- | ----- | ----- | ----- |
| 2 016 | 1 820 | 1 999 | 1 973 | 1 906 | 1 972 | 1 948 | 1 849 | 1 812 |

| 1901  | 1906  | 1911  | 1921  | 1926  | 1931  | 1936  | 1946  | 1954  |
| ----- | ----- | ----- | ----- | ----- | ----- | ----- | ----- | ----- |
| 1 782 | 1 633 | 1 627 | 1 524 | 1 424 | 1 291 | 1 266 | 1 201 | 1 114 |

| 1962  | 1968  | 1975  | 1982  | 1990  | 1999  | 2005  | 2006  | 2010  |
| ----- | ----- | ----- | ----- | ----- | ----- | ----- | ----- | ----- |
| 1 057 | 1 003 | 1 103 | 1 207 | 1 198 | 1 257 | 1 380 | 1 387 | 1 365 |

| 2015  | 2020  | 2022  | - | - | - | - | - | - |
| ----- | ----- | ----- | - | - | - | - | - | - |
| 1 347 | 1 426 | 1 446 | - | - | - | - | - | - |

## Économie

### Revenus
En 2018  (données Insee publiées en septembre 2021), la commune compte 584 ménages fiscaux, regroupant 1 255 personnes. La médiane du revenu disponible par unité de consommation est de 20 780 € (20 640 € dans le département).

### Emploi
| Division       | 2008  | 2013  | 2018  |
| -------------- | ----- | ----- | ----- |
| Commune        | 5,1 % | 4,7 % | 3,6 % |
| Département    | 5,4 % | 7,1 % | 7,1 % |
| France entière | 8,3 % | 10 %  | 10 %  |

En 2018, la population âgée de 15 à 64 ans s'élève à 720 personnes, parmi lesquelles on compte 71,6 % d'actifs (68 % ayant un emploi et 3,6 % de chômeurs) et 28,4 % d'inactifs,. Depuis 2008, le taux de chômage communal (au sens du recensement) des 15-64 ans est inférieur à celui de la France et du département.
La commune fait partie de la couronne de l'aire d'attraction d'Espalion, du fait qu'au moins 15 % des actifs travaillent dans le pôle,. Elle compte 385 emplois en 2018, contre 374 en 2013 et 399 en 2008. Le nombre d'actifs ayant un emploi résidant dans la commune est de 504, soit un indicateur de concentration d'emploi de 76,4 % et un taux d'activité parmi les 15 ans ou plus de 44,1 %.
Sur ces 504 actifs de 15 ans ou plus ayant un emploi, 180 travaillent dans la commune, soit 36 % des habitants. Pour se rendre au travail, 84,5 % des habitants utilisent un véhicule personnel ou de fonction à quatre roues, 0,8 % les transports en commun, 6,9 % s'y rendent en deux-roues, à vélo ou à pied et 7,8 % n'ont pas besoin de transport (travail au domicile).

### Activités hors agriculture
98 établissements sont implantés  à Saint-Côme-d'Olt au 31 décembre 2019. Le tableau ci-dessous en détaille le nombre par secteur d'activité et compare les ratios avec ceux du département,.
| Secteur d'activité                                                                                        | Commune | Commune | Département |
| Secteur d'activité                                                                                        | Nombre  | %       | %           |
| --- | ------- | ------- | ----------- |
| Ensemble                                                                                                  | 98      | 100 %   | (100 %)     |
| Industrie manufacturière, industries extractives et autres                                                | 20      | 20,4 %  | (17,7 %)    |
| Construction                                                                                              | 14      | 14,3 %  | (13 %)      |
| Commerce de gros et de détail, transports, hébergement et restauration                                    | 28      | 28,6 %  | (27,5 %)    |
| Information et communication                                                                              | 1       | 1 %     | (1,5 %)     |
| Activités financières et d'assurance                                                                      | 1       | 1 %     | (3,4 %)     |
| Activités immobilières                                                                                    | 3       | 3,1 %   | (4,2 %)     |
| Activités spécialisées, scientifiques et techniques et activités de services administratifs et de soutien | 13      | 13,3 %  | (12,4 %)    |
| Administration publique, enseignement, santé humaine et action sociale                                    | 14      | 14,3 %  | (12,7 %)    |
| Autres activités de services                                                                              | 4       | 4,1 %   | (7,8 %)     |

Le secteur du commerce de gros et de détail, des transports, de l'hébergement et de la restauration est prépondérant sur la commune puisqu'il représente 28,6 % du nombre total d'établissements de la commune (28 sur les 98 entreprises implantées  à Saint-Côme-d'Olt), contre 27,5 % au niveau départemental.

### Agriculture
La commune est dans la « Viadène et vallée du Lot », une petite région agricole occupant le nord-ouest du département de l'Aveyron. En 2020, l'orientation technico-économique de l'agriculture  sur la commune est l'élevage bovin, orientation mixte lait et viande.
|               | 1988  | 2000  | 2010  | 2020  |
| ------------- | ----- | ----- | ----- | ----- |
| Exploitations | 69    | 52    | 50    | 39    |
| SAU (ha)      | 1 821 | 2 143 | 2 065 | 2 052 |

Le nombre d'exploitations agricoles en activité et ayant leur siège dans la commune est passé de 69 lors du recensement agricole de 1988  à 52 en 2000 puis à 50 en 2010 et enfin à 39 en 2020, soit une baisse de 43 % en 32 ans. Le même mouvement est observé à l'échelle du département qui a perdu pendant cette période 51 % de ses exploitations,. La surface agricole utilisée sur la commune a quant à elle augmenté, passant de 1 821 ha en 1988 à 2 052 ha en 2020. Parallèlement la surface agricole utilisée moyenne par exploitation a augmenté, passant de 26 à 53 ha.

## Culture locale et patrimoine

### Édifices civils
- L'ancien château, devenu l'hôtel de ville est inscrit au titre au titre des monuments historiques depuis 1999 pour ses façades, toitures et tours d'angles[61].
- Le pont sur le Lot a conservé ses piles du XVIe siècle[62].

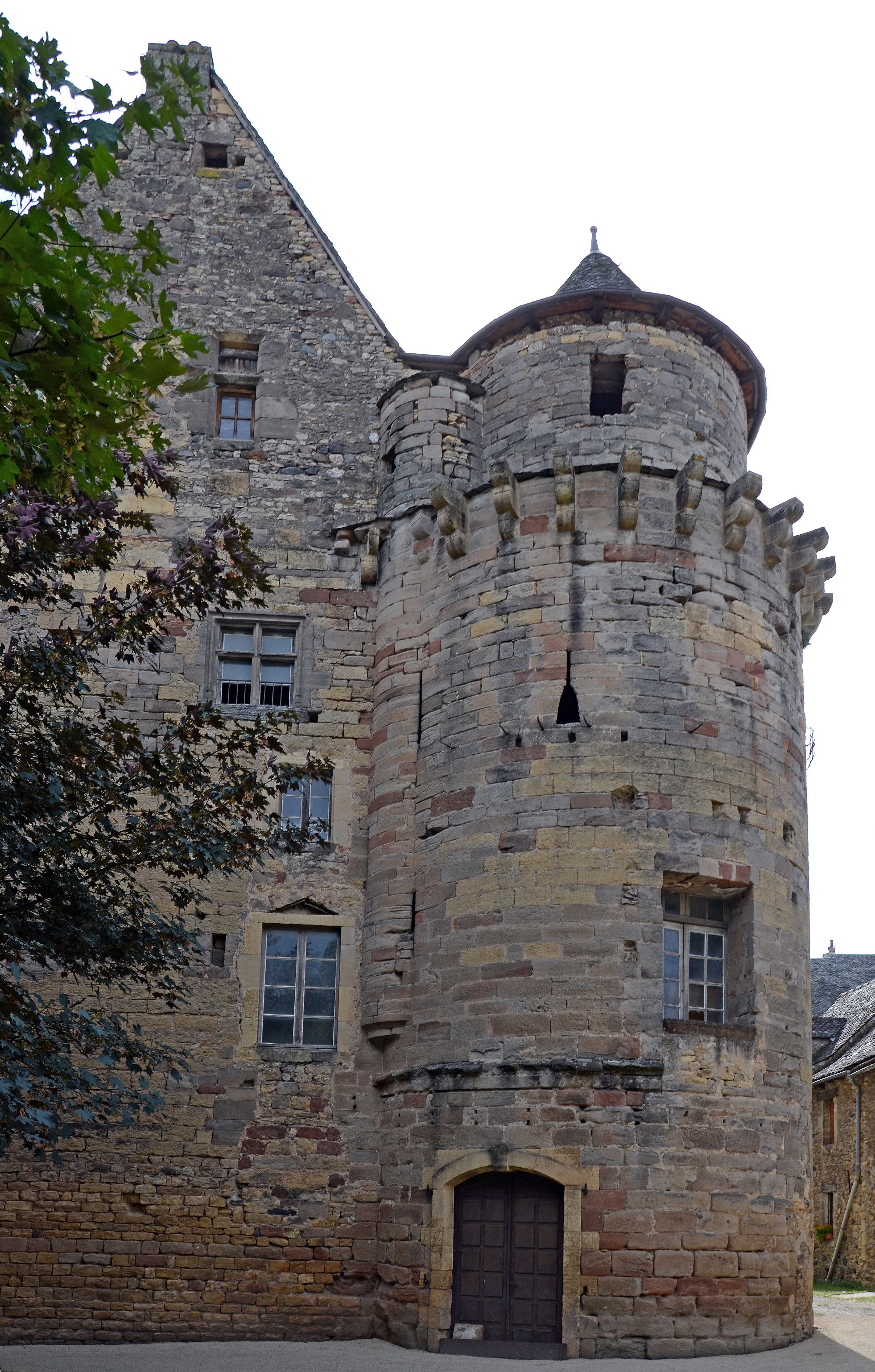
La tour nord-est.
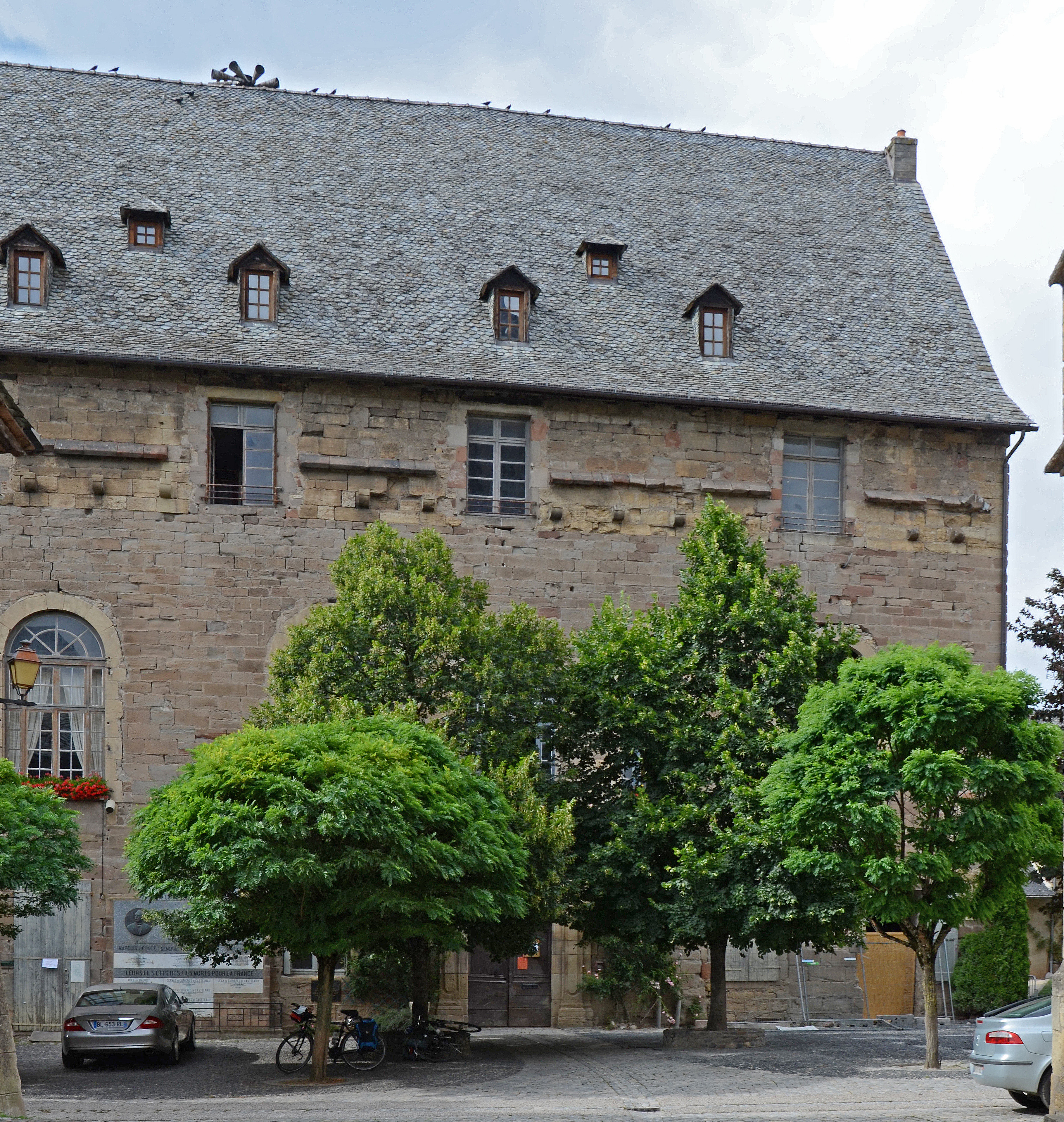
Le logis.
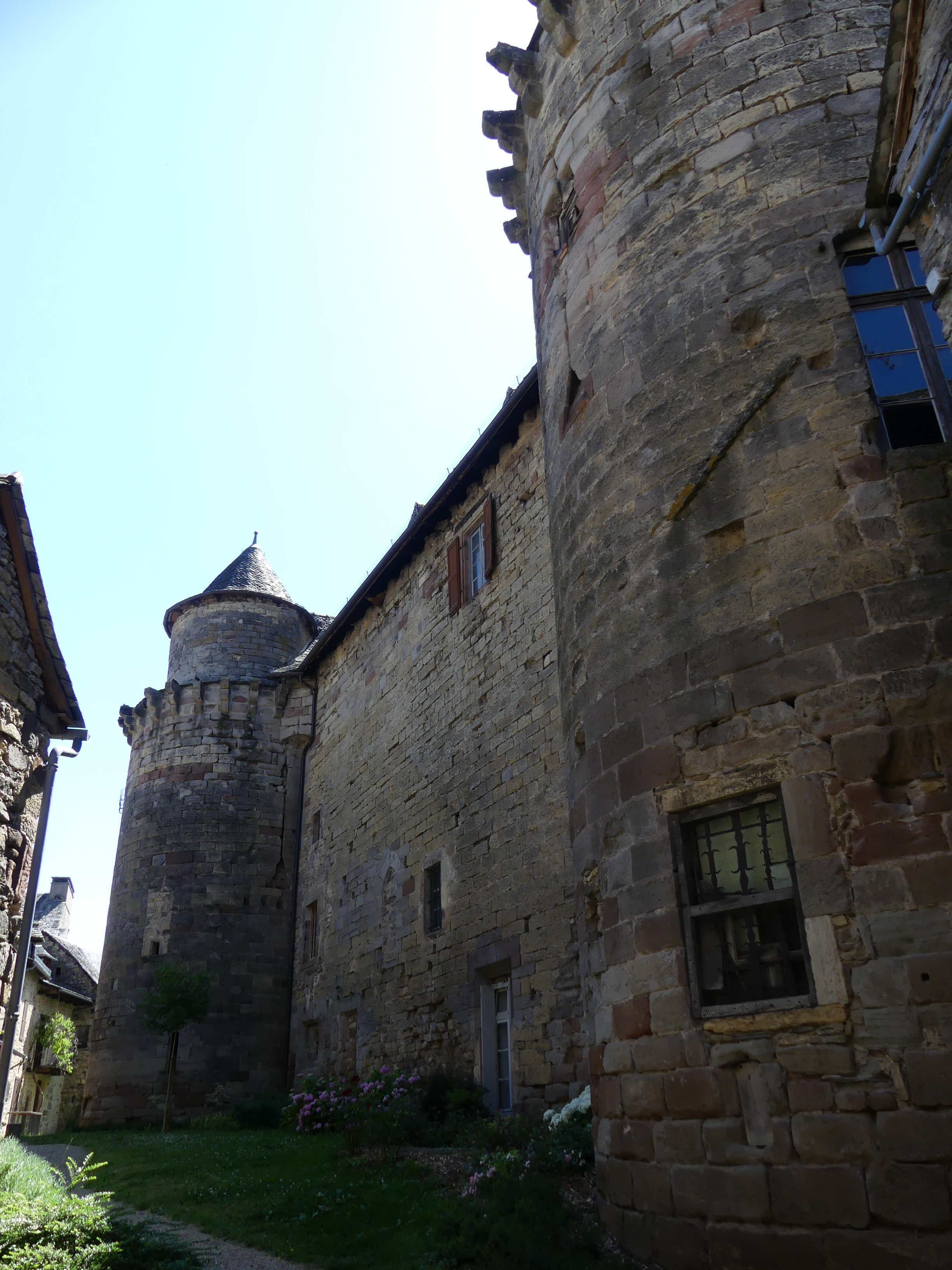
La façade nord.
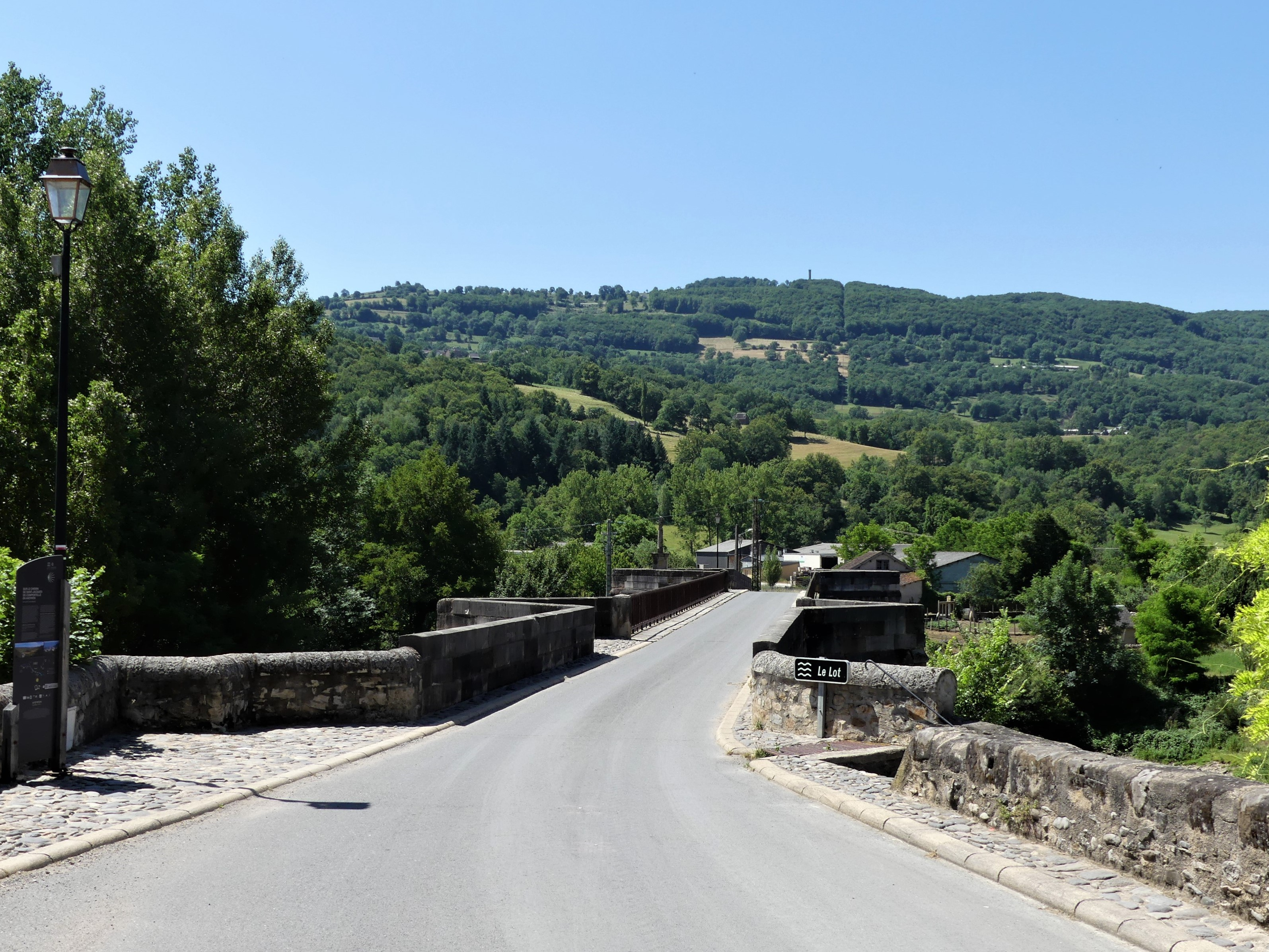
Le pont sur le Lot, avec ses becs.

### Édifices religieux
- Les façades et toitures de la chapelle des Pénitents, ou ancienne église Saint-Pierre de Boisse, sont classées au titre des monuments historiques depuis 1995, le reste de l'édifice étant inscrit depuis 1991[63].
- L'église Saint-Côme-et-Saint-Damien est inscrite au titre des monuments historiques depuis 1927[64].
- Au nord-est du bourg, en bordure de la route départementale 987, le couvent de Malet accueille depuis le XIIe siècle[62] les pèlerins sur la route de Saint-Jacques-de-Compostelle.
- L'Ouradou est un oratoire érigé après la fin de la peste de 1586 qui emporta les trois quarts des habitants de Saint Côme[62].

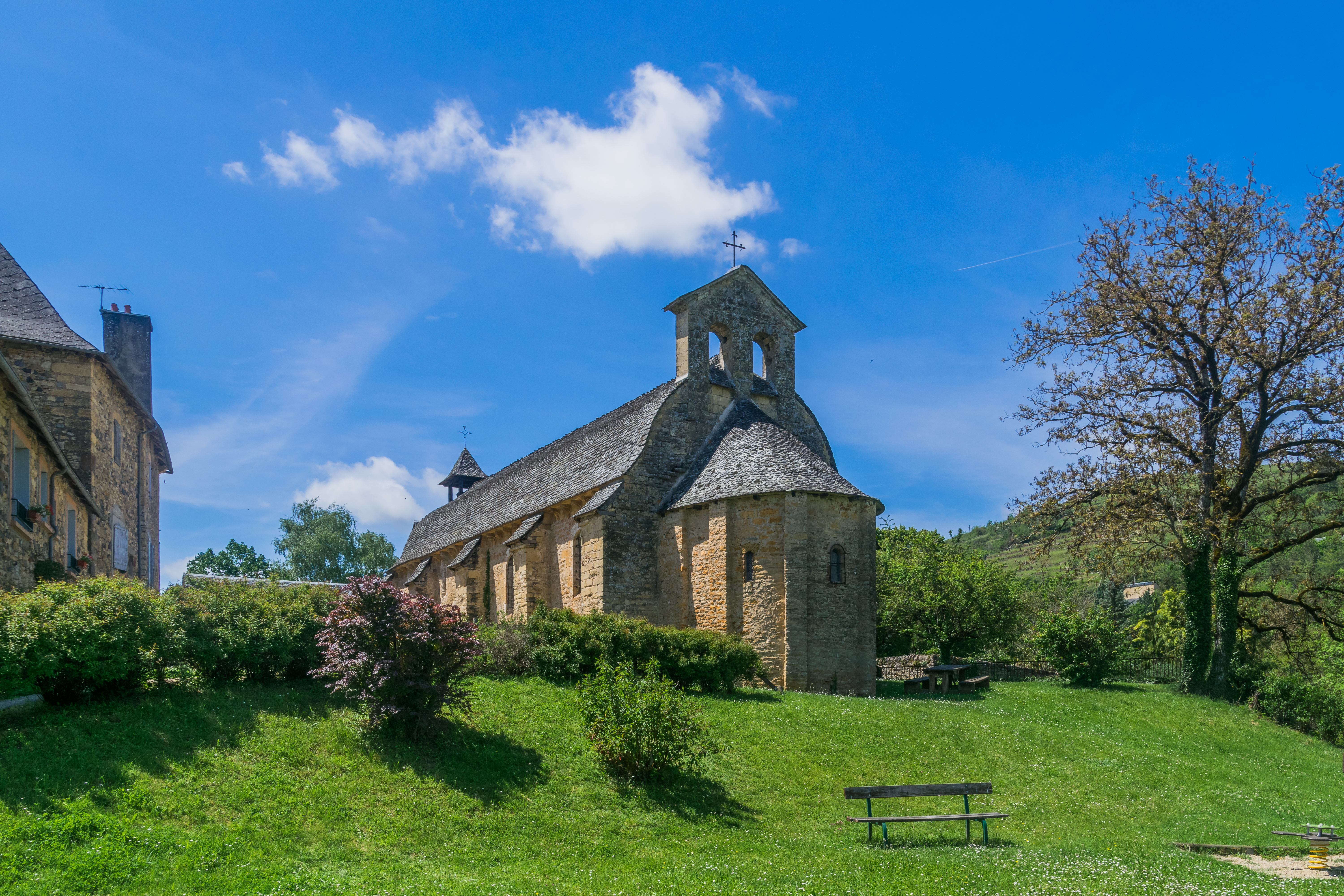
La chapelle des Pénitents.
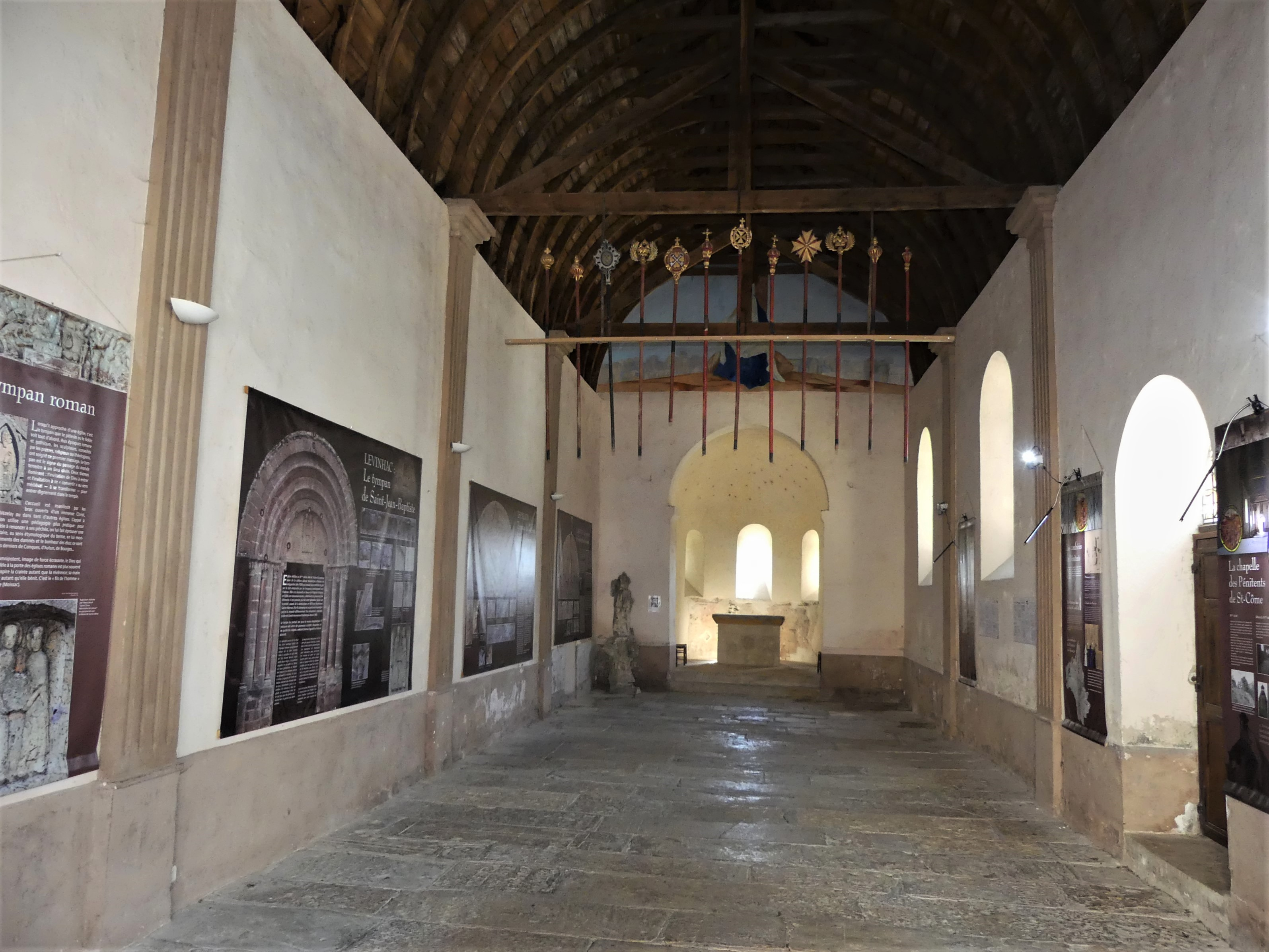
Sa nef.
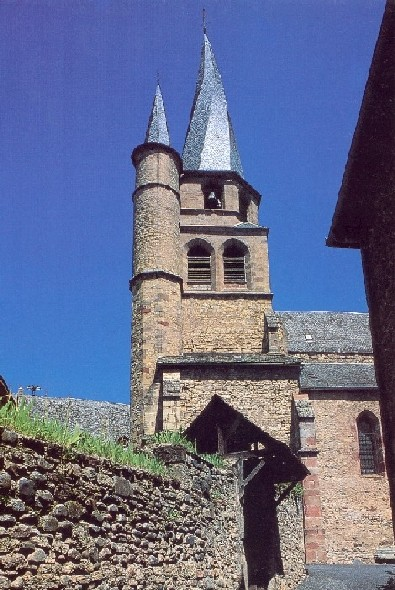
L'église Saint-Côme-et-Saint-Damien.
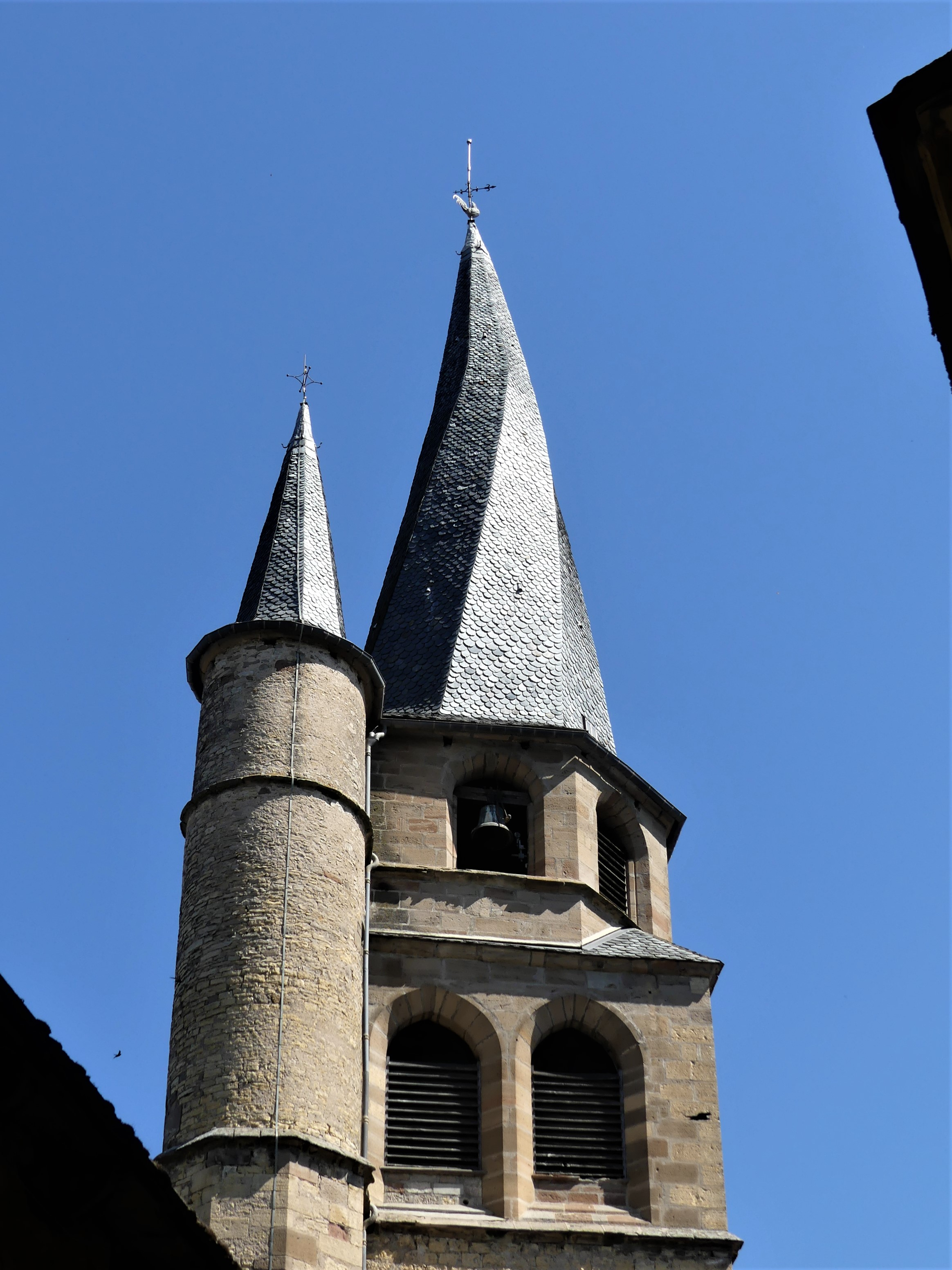
Son clocher tors.
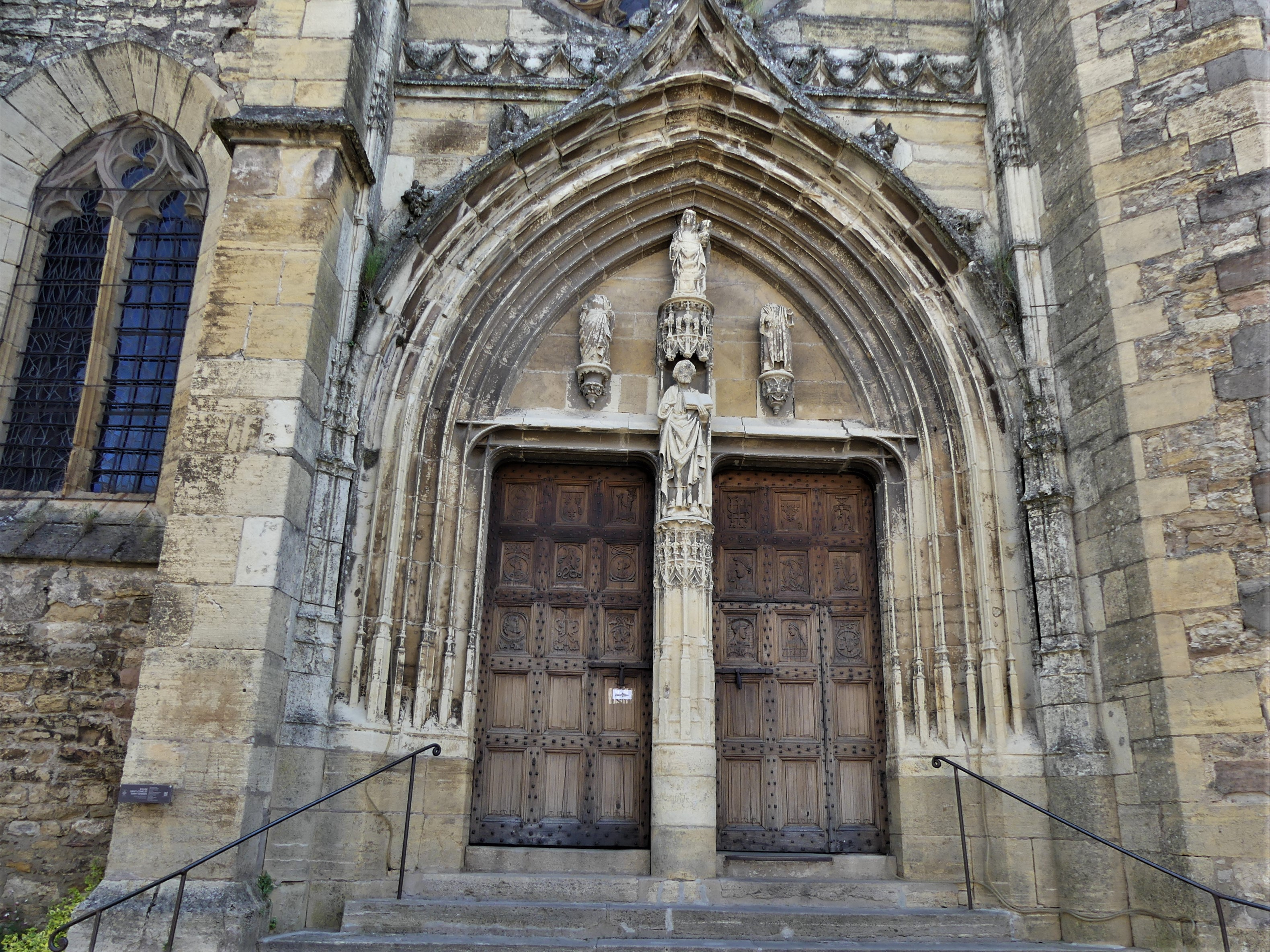
Son portail Renaissance.
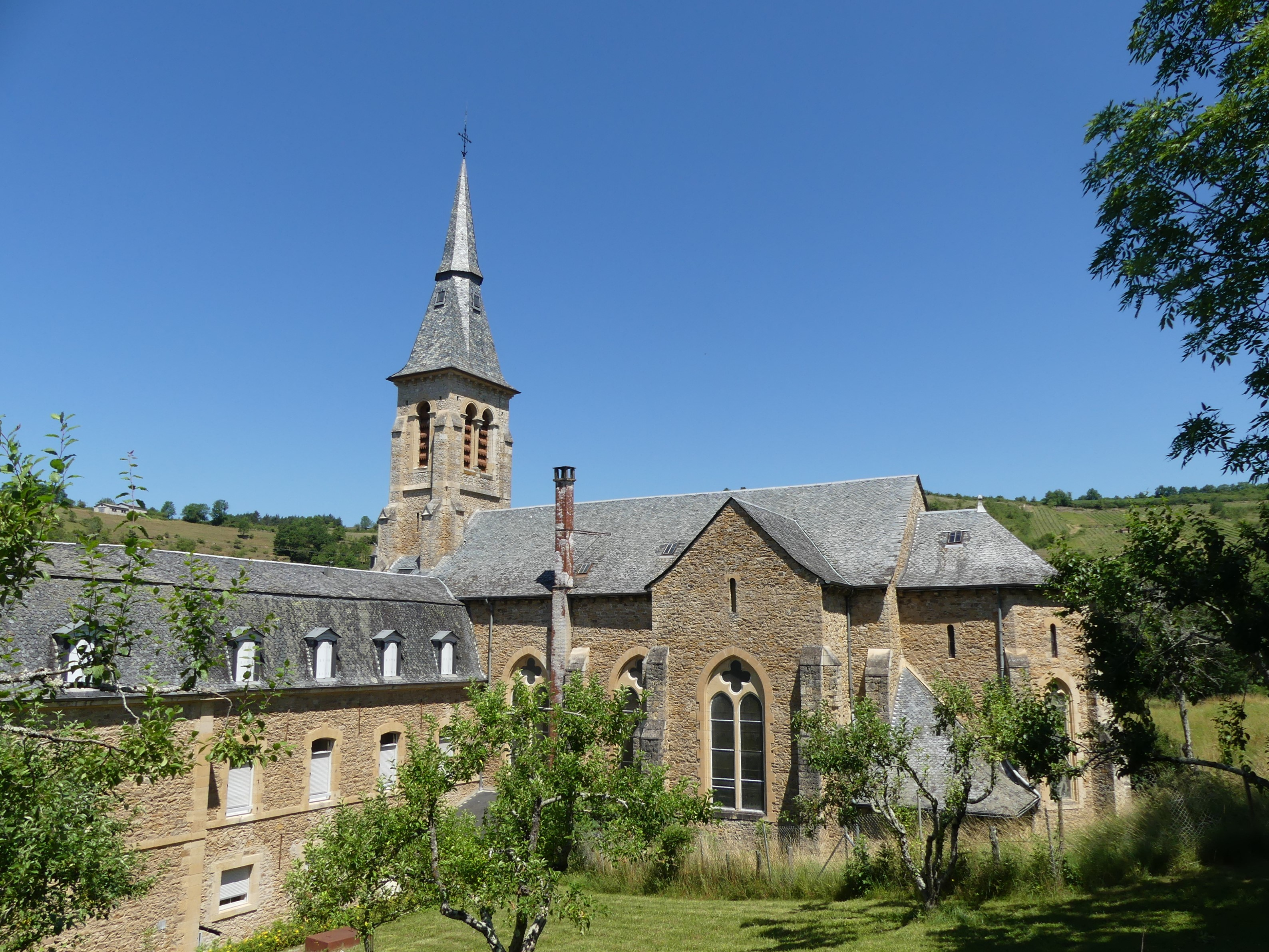
Le couvent de Malet.
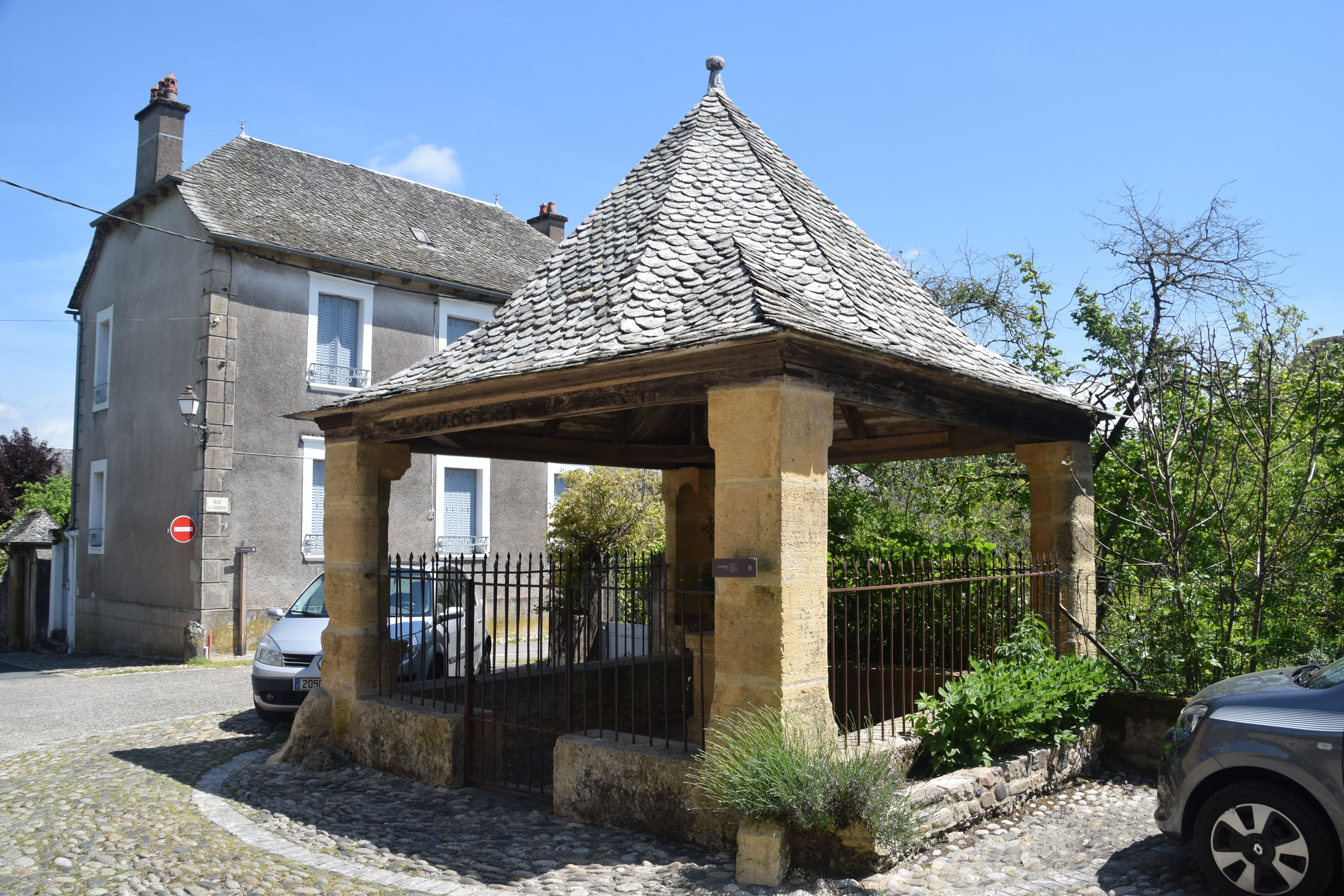
L'Ouradou.

### Le village
Le village garde un noyau ancien, dont les remparts, aujourd'hui intégrés aux habitations et cernés par un petit boulevard circulaire, ont conservé deux de leurs trois portes fortifiées, la porte Neuve et la porte Théron. Dans l'enceinte de la cité, se trouvent des maisons des XVe et XVIe siècles où les grands propriétaires de l'Aubrac venaient autrefois. Parmi les bâtiments notoires figurent entre autres la maison du consul de Rodelle, la maison Dufau et celle de Pons de Caylus, avec sa tour médiévale. Jusqu'en 1789 la justice locale était rendue dans l'ancien palais du greffe, situé dans les anciennes fortifications de la ville.

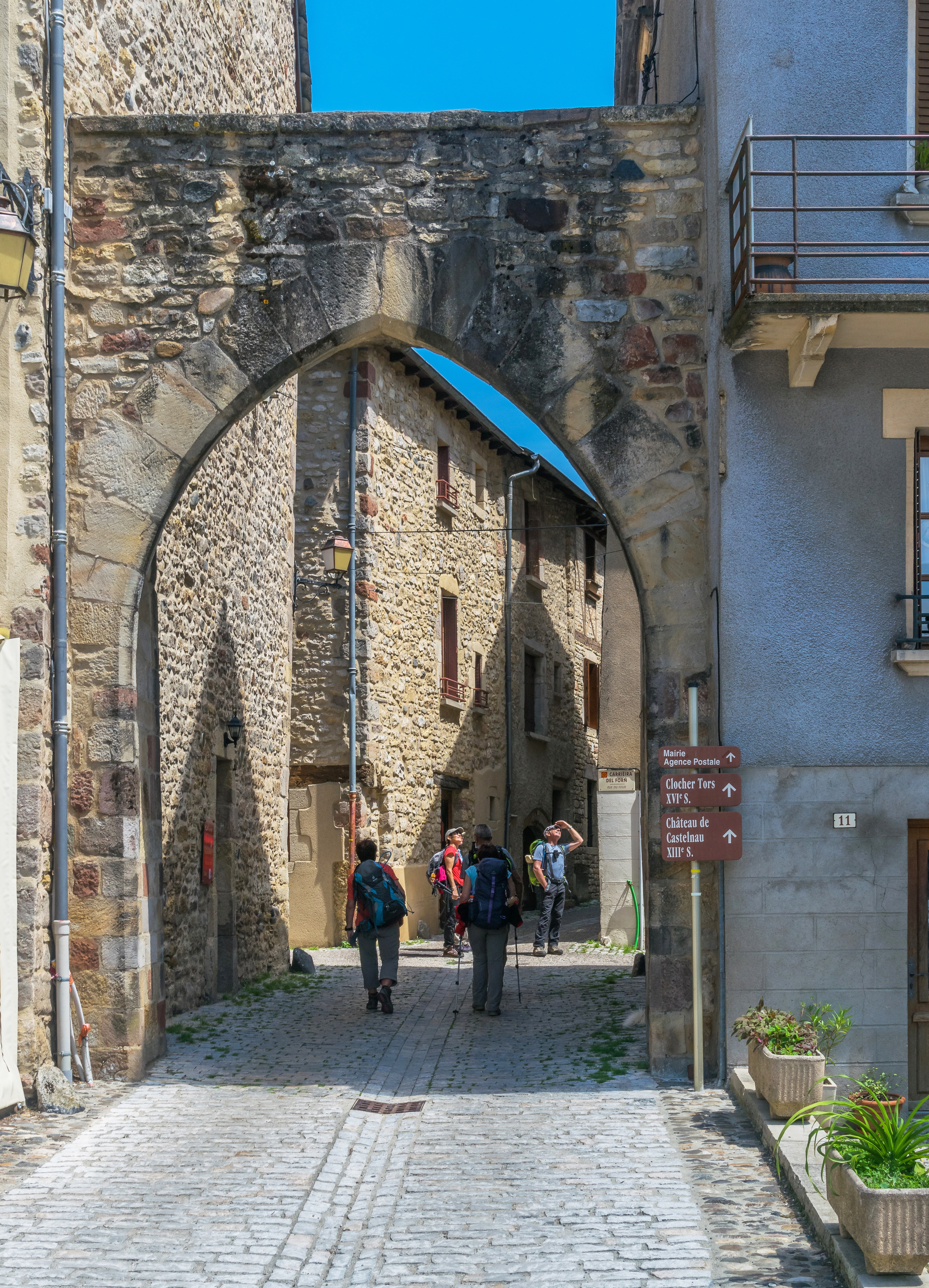
La porte Théron..
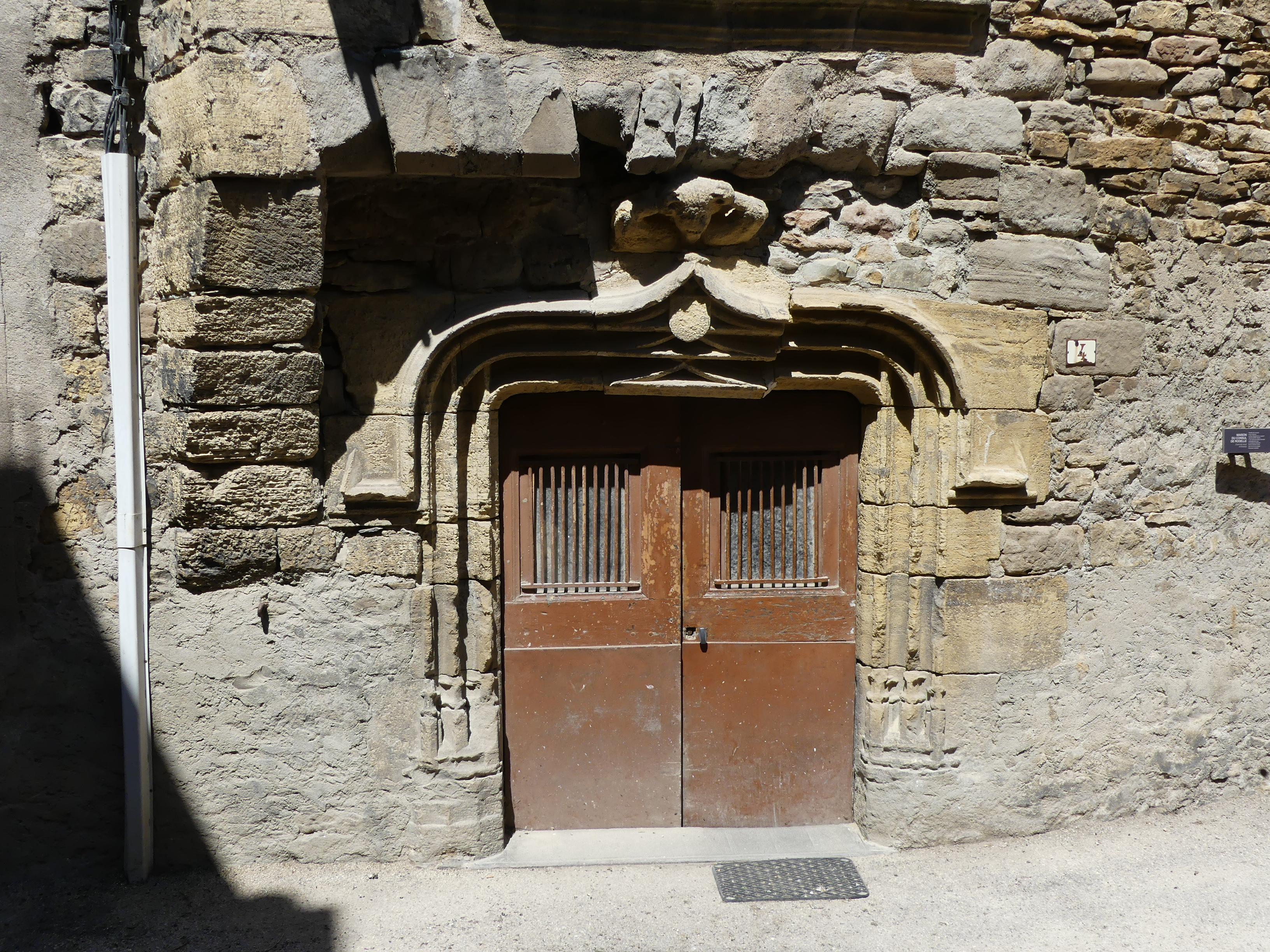
La porte de la maison du consul de Rodelle..
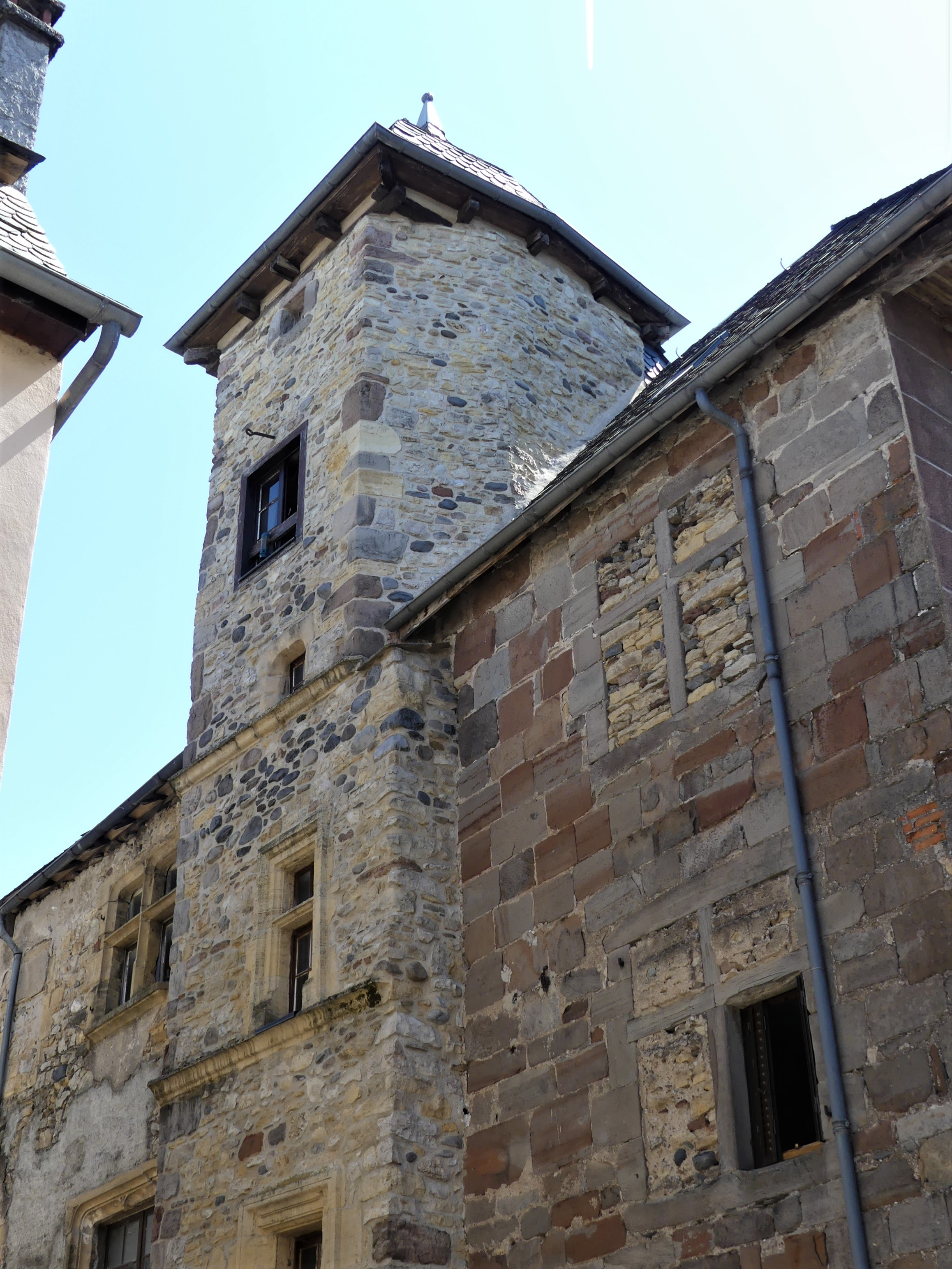
La maison Dufau..
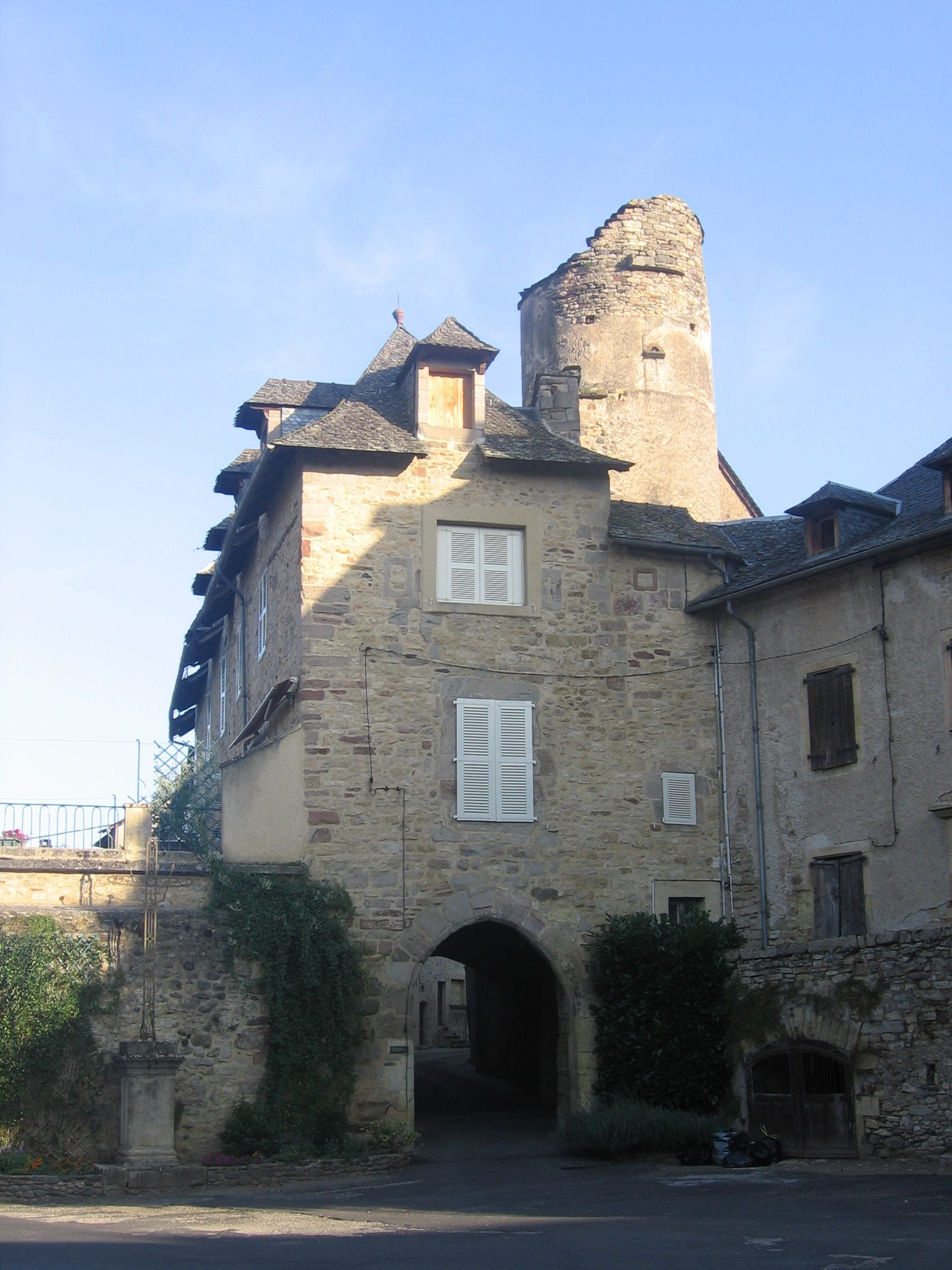
La maison Pons de Caylus..
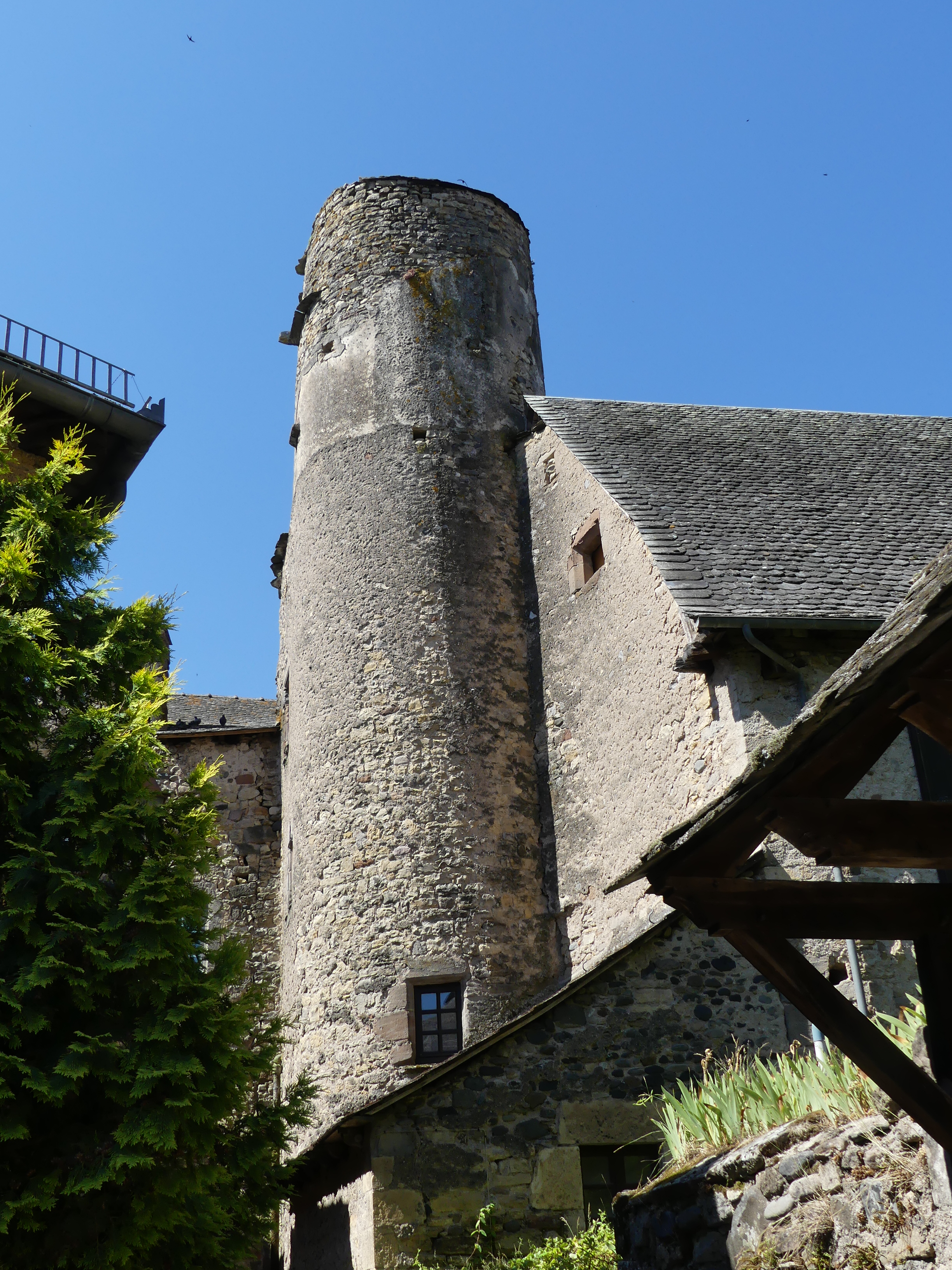
La tour médiévale de la maison Pons de Caylus..

### Le hameau de Lévinhac
Situé à un peu plus d'un kilomètre à l'ouest du bourg de Saint-Côme-d'Olt, le hameau de Lévinhac, ou Levignac, a une origine qui remonte à l'époque gallo-romaine. Autrefois s'y trouvait une église dont il ne subsiste plus aujourd'hui que le portail et son tympan, dans la cour du château de Lévinhac. Le portail de l'ancienne église est inscrit au titre des monuments historiques depuis 1950. Selon la tradition, saint Hilarian, patron de la ville voisine, Espalion, serait né vers 760 d'une famille noble de Lévinhac. Il existe aussi une maison, signalée en 1771, à laquelle est attaché le nom de l'hôpital.

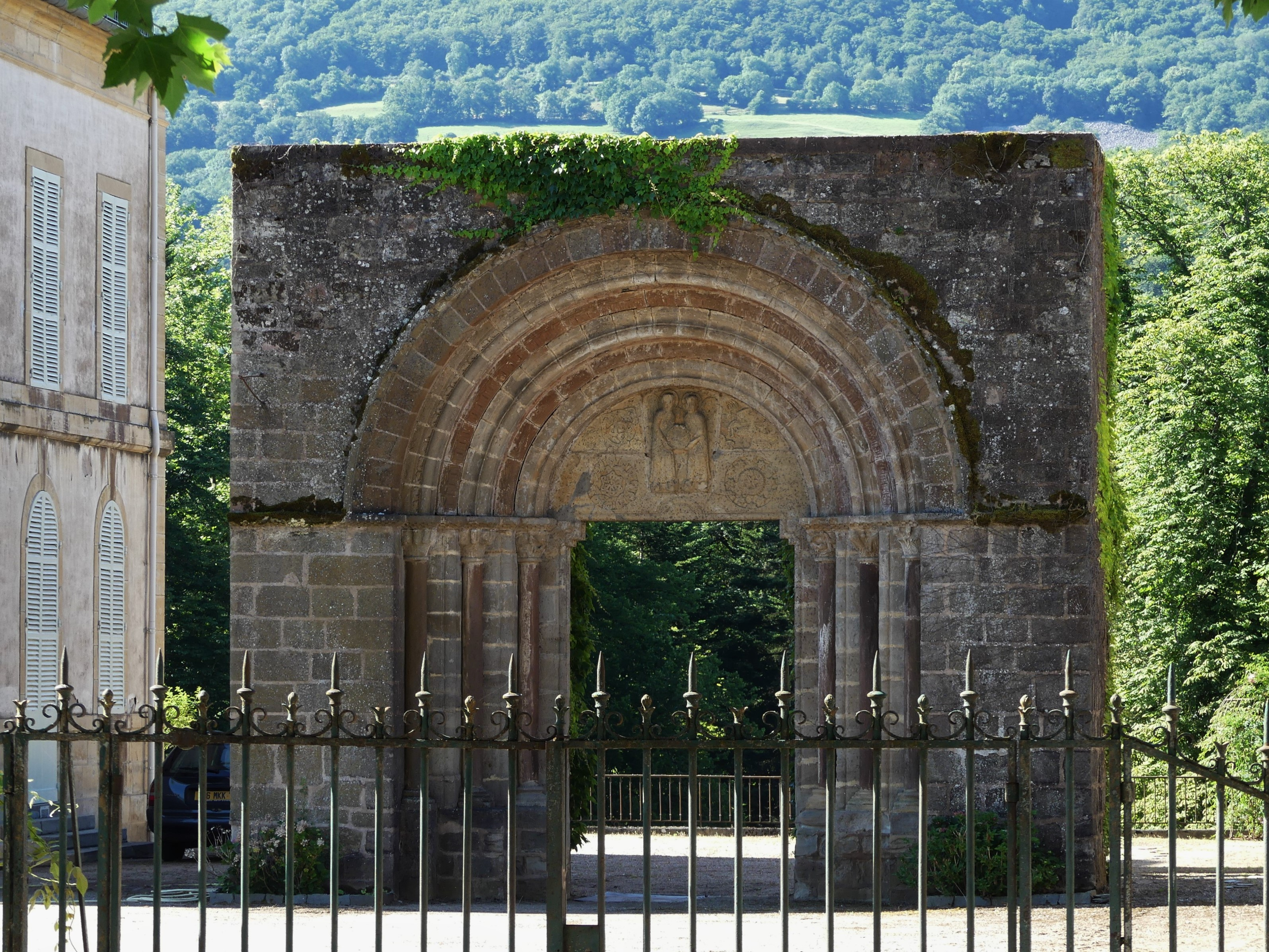
Le portail de l'ancienne église.
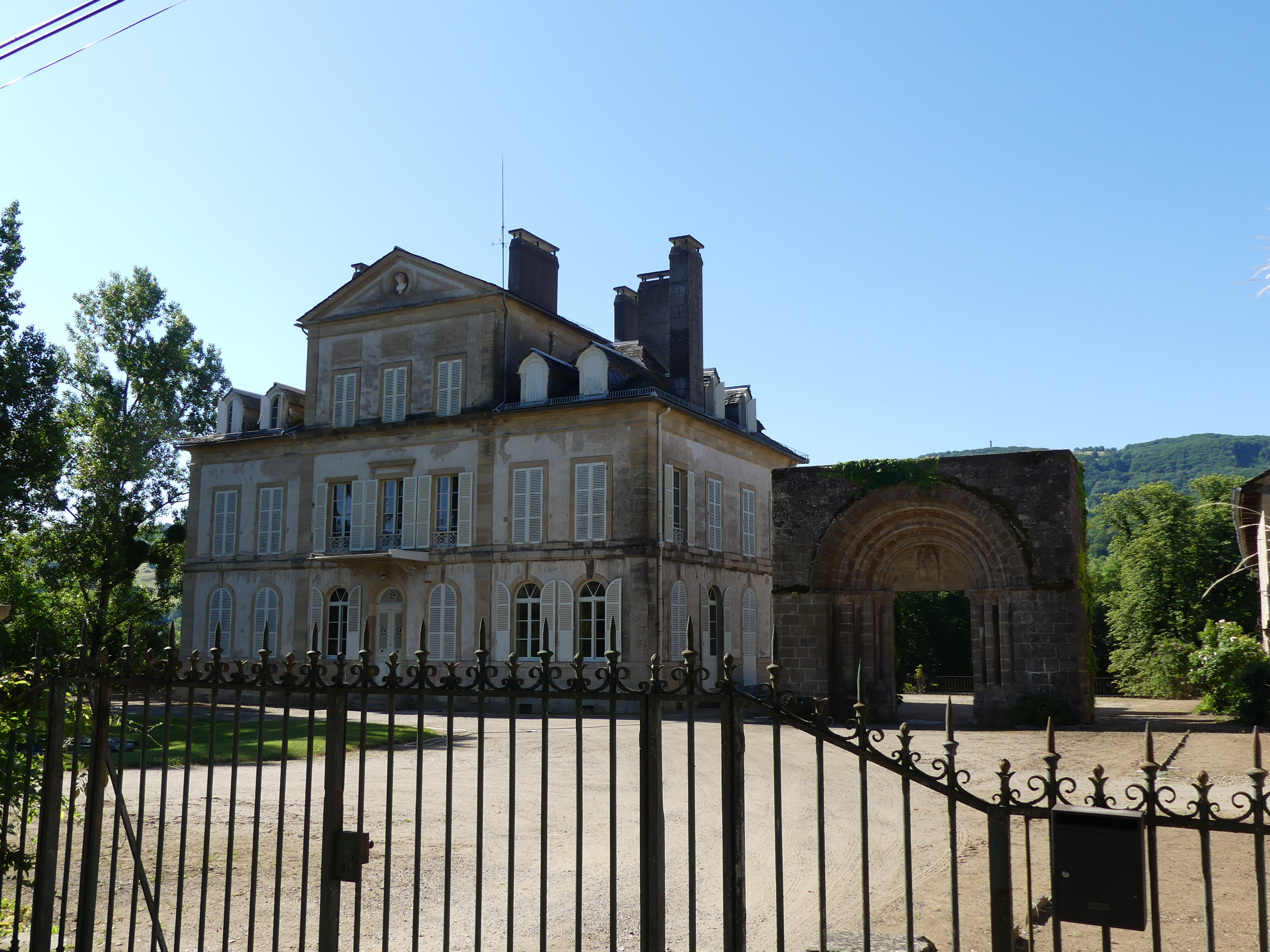
Le château de Lévinhac et le portail de l'ancienne église.

### Patrimoine culturel

#### Le pèlerinage de Compostelle

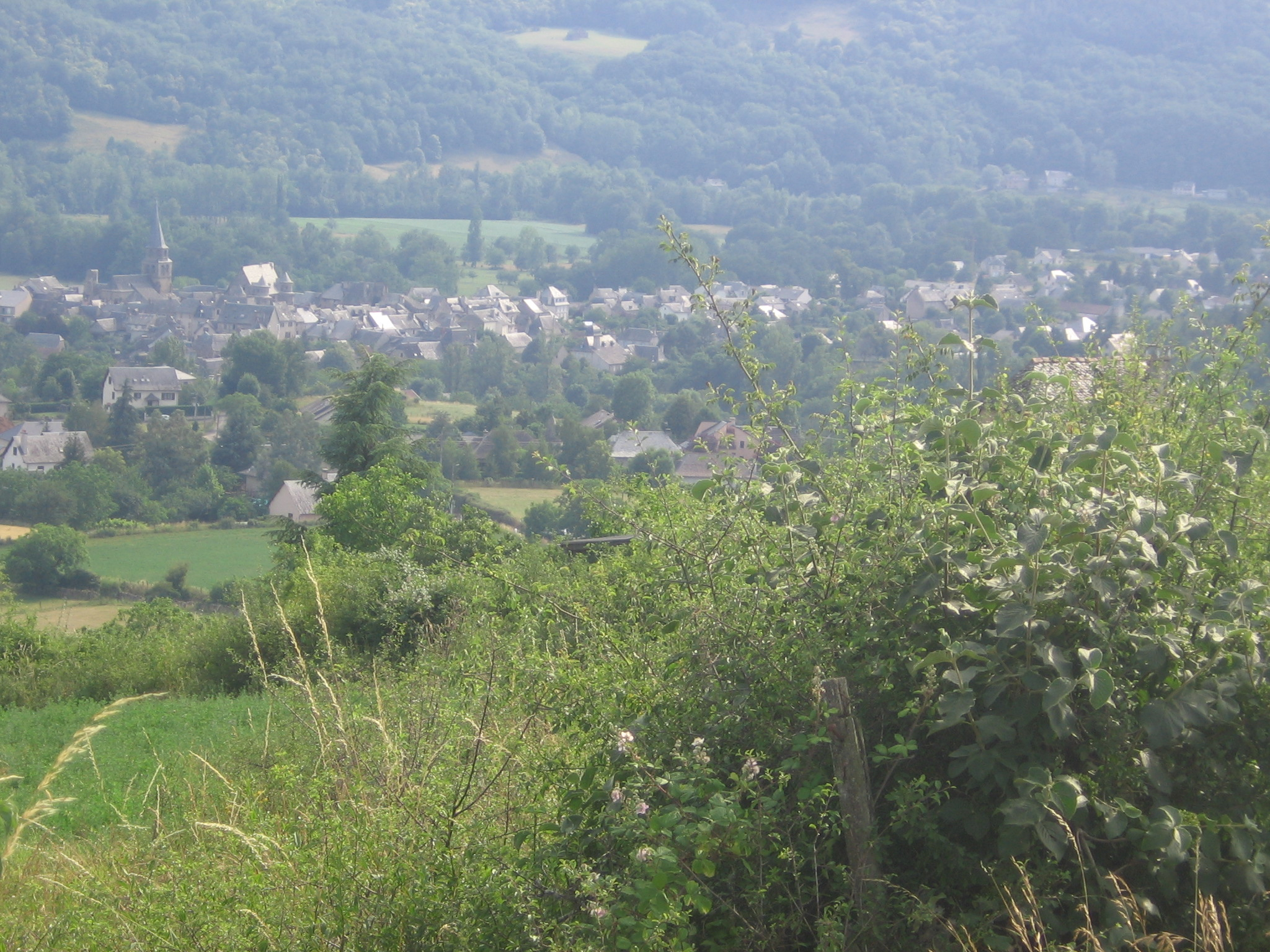
Saint-Côme-d'Olt vu depuis la via Podiensis.

Saint-Côme-d'Olt est situé sur la via Podiensis du pèlerinage de Saint-Jacques-de-Compostelle. Les pèlerins viennent de Saint-Chély-d'Aubrac. Leur étape suivante est Espalion, et sa chapelle de Perse.
À Saint-Côme, il existait un hôpital où s'arrêtaient les pèlerins. Il est mentionné dans les actes des XIIe et XIIIe siècles.

### Personnalités liées à la commune

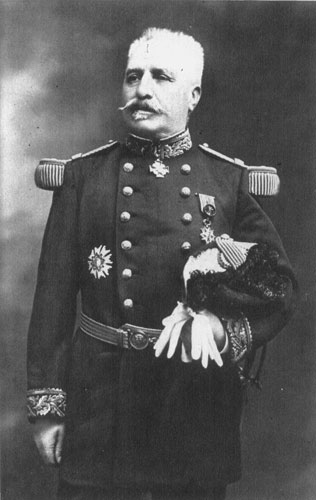
Le général Édouard de Curières de Castelnau.

- Antoine de Castelnau-Caylus, né après 1401, décédé en 1465, lieutenant général du roi Charles VII en Quercy, en 1442.
- Antoine Salvanh (~ 1476 - ~ 1554), architecte de l'église paroissiale Saint-Côme-et-Saint-Damien.
- Étienne Bosc -1744-1811), homme politique, député de l'Aveyron en 1791.
- Ignace-Blesmond Bernard, né le 30 juillet 1768 dans le hameau de Sonilhac, près de Saint-Côme-d'Olt, maréchal de camp des armées napoléoniennes. Il meurt le 7 janvier 1843, à 75 ans, à Saint-Côme-d'Olt, auprès de sa famille et de son frère Antoine.
- La famille de Curières de Castelnau : le général Édouard de Curières de Castelnau (1851-1944).
- Clément Cabanettes, (1851-1910), initiateur en 1881 de l'exil de quarante familles vers l'Argentine.
- Bernard d'Armagnac, félibre, auteur de poésies en français et en langue d'oc, il est notamment l'auteur de lo mountado de las bacos qui décrit la transhumance sur l'Aubrac. Neveu par alliance de Mgr Frayssinous, il meurt en 1924.
- Sylvie Pullès, accordéoniste de renommée internationale, résidente de Saint-Côme-d'Olt depuis 2001.

### Héraldique
| Blason de la commune de Saint-Côme-d'Olt | Les armes de la commune de Saint-Côme-d'Olt se blasonnent ainsi : Tranché d'or et de gueules, à l'ours passant et brochant de l'un en l'autre. |